# Culture de la Suisse

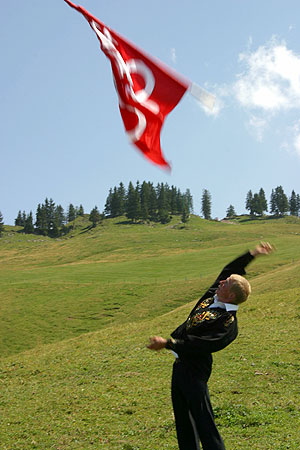
Lanceur de drapeau à Nidwald

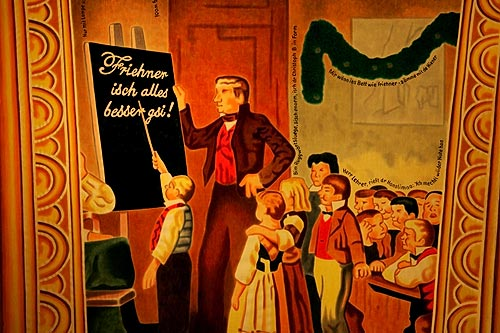
Inscription en suisse allemand sur un lampion lors du carnaval de Bâle : « Friehner isch alles besser gsi! » (allemand : « Früher war alles besser! »; français : « Tout était mieux auparavant ! »)

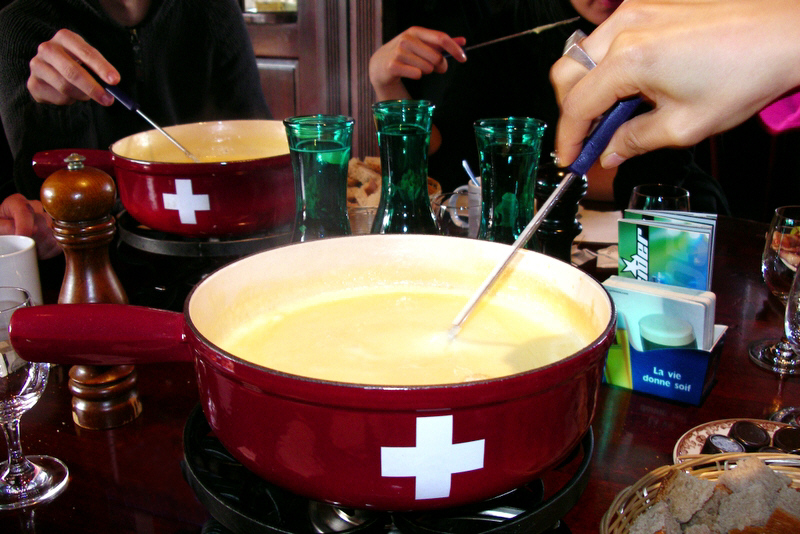
La fondue au fromage

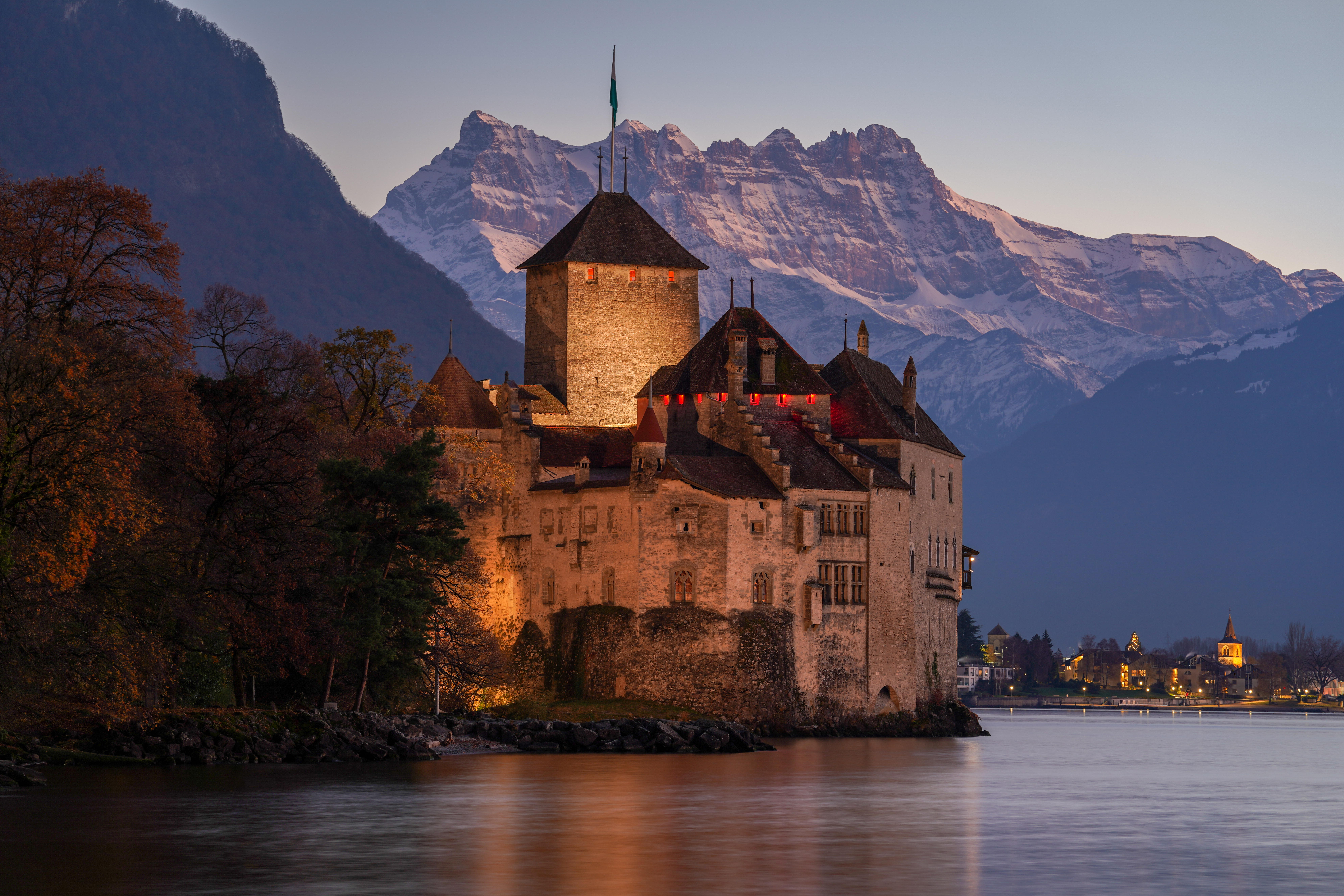
Le château de Chillon

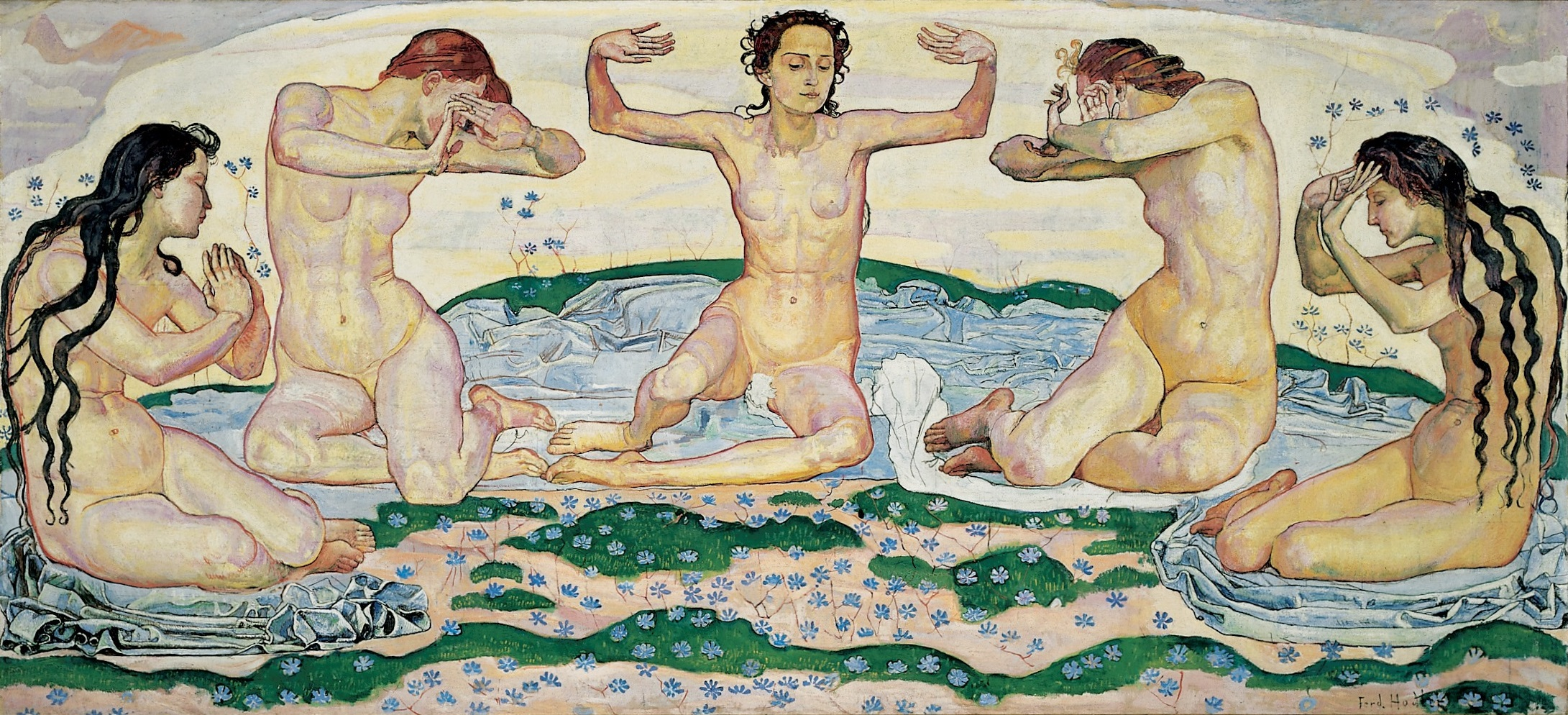
Der Tag, peinture de Ferdinand Hodler.

La culture de la Suisse est l'ensemble des signes distinctifs qui caractérisent la société suisse. Elle englobe les traditions, les croyances, le patrimoine commun, les langues, la politique culturelle suisse, les moyens d'encouragement et de diffusion de la culture, les manifestations et lieux de culture ainsi que les arts pratiqués en Suisse ou par des Suisses.
La Suisse, par sa situation géographique et son histoire, est imprégnée des cultures latines et germaniques ; les coutumes locales cohabitent selon les régions linguistiques du pays. En effet, le pays possède quatre langues nationales (l'allemand (64 %), le français (20 %), l'italien (6 %) et le romanche (moins de 1 %)). Cette diversité culturelle, essentielle pour la cohésion du pays, participe de l'identité de la Suisse.

## Traditions et Coutumes

### Patrimoine immatériel
Une liste de 167 traditions et coutumes sélectionnées parmi les 387 proposées par les cantons a été retenue pour figurer sur la liste des traditions vivantes de Suisse, sélection de la Suisse publiée par l'Office fédéral de la culture le 7 octobre 2011. Cette liste est le préliminaire exigé par l'UNESCO pour l'inscription de traditions au patrimoine culturel immatériel de l'humanité.

#### Symboles patriotiques

##### Hymne national
Jusqu'à la fin du XIXe siècle il n'existe aucune tradition d'hymne suisse. Le chant patriotique Ô Monts indépendants a été le premier hymne patriotique et le plus utilisé jusqu'en 1961. À partir de cette date il est en concurrence avec le Cantique suisse qui devient l'hymne national officielle de la Suisse en 1981. Le Cantique suisse est un chant composé en 1841 par Alberich Zwyssig (1808-1854) avec les paroles de Leonhard Widmer (1809-1867).

##### Figure allégorique nationale

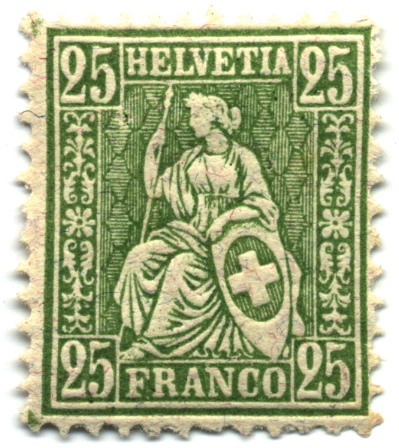
Un timbre de 1881

Helvetia est une figure allégorique féminine personnifiant la Suisse. Son nom vient des Helvètes, une peuplade celte qui a occupé le plateau suisse à partir de 100 av. J.-C. environ, et il désigne également la Suisse. Les Helvètes vont être progressivement incorporés à l'imagerie populaire des ancêtres fondateurs de la nation.
Au XVIIe siècle, la Confédération ne possédait pas encore de représentation symbolique forte. Au XVIIIe siècle, Helvetia et Guillaume Tell sont des symboles patriotiques suisse. Mais à partir de 1848, c'est Helvetia qui devient l'emblème national du nouvel État fédéral. Ce symbole devient alors omniprésent, que ce soit sous la forme d'œuvre d'art, sur les monuments, sur les timbres ou sur les pièces de monnaie.

#### Mythes fondateurs de la Suisse

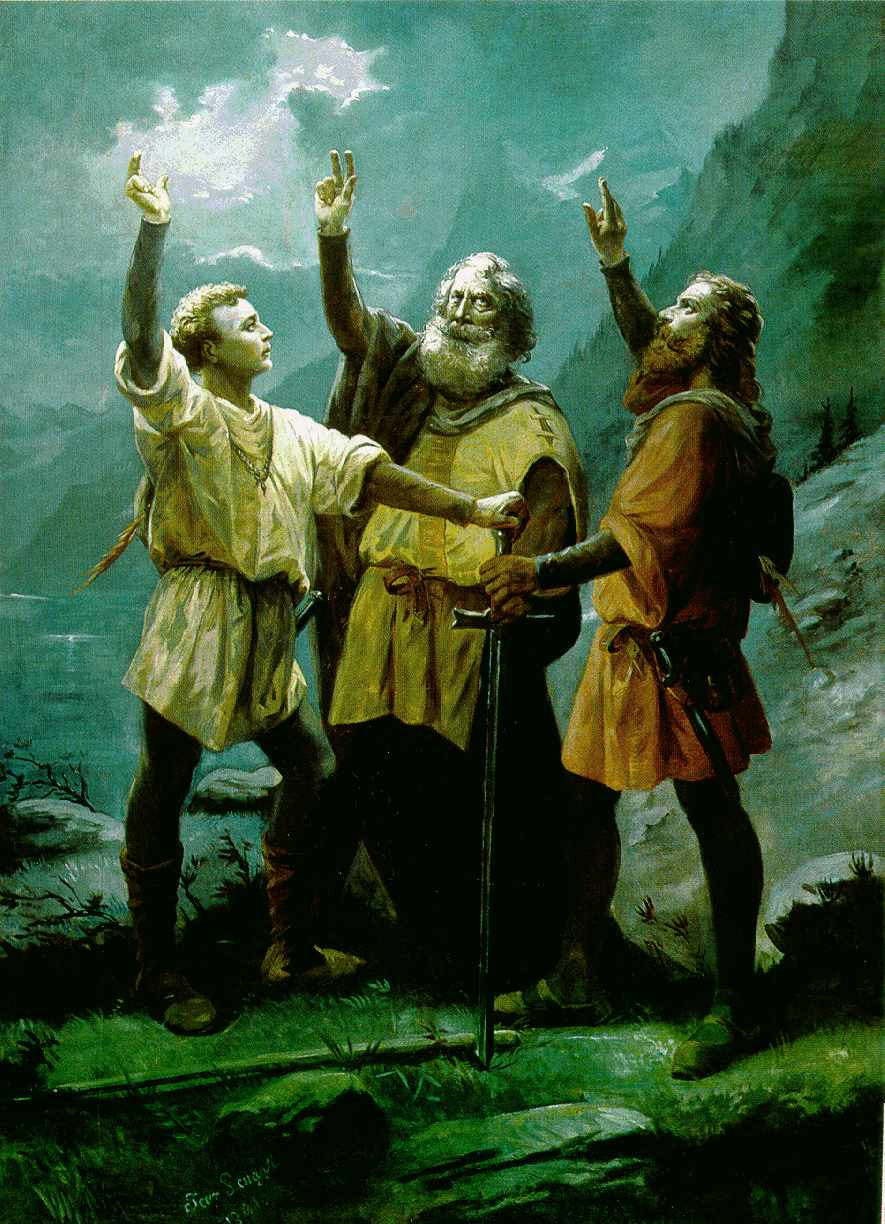
Le serment du Grütli par Jean Renggli.

Un certain nombre de mythes et de légendes sont associés aux épisodes anciens de l'histoire suisse.
La plupart des événements sont situés tout au début du XIVe siècle et sont relatés dès les XVe siècle et XVIe siècle à partir de récits oraux dans des chroniques comme le Livre blanc de Sarnen, la chronique de Petermann Etterlin ou Le Chronicon Helveticum de Gilg Tschudi.
L'image et la représentation scénique contribuent à répandre ces histoires, tel que la peinture monumentale Die drei Eidgenossen beim Schwur auf den Rütli (Les trois Confédérés faisant serment sur le Grütli), de Johann Heinrich Füssli (1780) ou la pièce de théâtre Guillaume Tell de Friedrich Schiller (1804).
Les chroniques seront mises en doute vers 1760 déjà par la publication du Pacte fédéral de 1291 et par la découverte des racines nordiques de la légende de Tell.
Dès lors, dans la seconde moitié du XIXe siècle, l'accent a été mis sur le côté idéal de ces différents événements légendaires afin d'inspirer l'amour de la patrie et de fortifier les liens entre les cantons formant le nouvel État fédéral suisse existant dès 1848.
Ces récits légendaires sont encore souvent présentés comme des événements historiques dans les publications peu au fait de l'histoire mais c'est au XXe siècle que ces récits seront remis en cause, notamment par Max Frisch et Friedrich Dürrenmatt, il faut attendre la publication de la « Nouvelle Histoire de la Suisse et des Suisses » en 1982 pour que les recherches des historiens soient portés à la connaissance du grand public.
Ces mythes sont :
Les Romains sous le joug : Ce mythe commémore la victoire de Divico sur les Romains, lors de la bataille d'Agen (107 av. J.-C.).
Le serment du Grütli : Cet accord entre trois communautés situées dans ce qui forme de nos jours la Suisse primitive, a été considéré jusqu'au XIXe siècle comme l'acte fondateur de la Confédération suisse et reste de nos jours un élément important de l'imaginaire populaire. Il ne doit pas être confondu avec le pacte fédéral d'alliance perpétuelle de 1291 entre les communautés d'Uri, de Schwyz et de Nidwald,.
Guillaume Tell : Il aurait vécu dans le canton d'Uri au début du XIVe siècle et se serait rebellé contre le bailli autrichien qui l'avait défié de tirer un carreau d'arbalète dans une pomme posée sur la tête de son fils. Au XIXe siècle Tell devient le symbole légendaire d’une identité nationale ancestrale.
La destruction des châteaux : La légende de la destruction des châteaux raconte que des petits châteaux en forme de tour construits vers 1300 par les Habsbourg voulant faire administrer leurs biens situés sur le territoire des Waldstätten par des baillis étrangers, se heurtent à la résistance des habitants des vallées et que ceux-ci ont détruit ces petits châteaux peu de temps après, vers 1314.
Winkelried : Arnold von Winkelried est un héros légendaire qui permit aux Confédérés de remporter la victoire sur les troupes du duc Léopold III d'Autriche lors de la bataille de Sempach le 9 juillet 1386, les Suisses n'arrivant pas à percer le front des lances autrichiennes.
La soupe au lait de Kappel : Légende suisse symbolisant l´esprit de neutralité helvétique. Lors de la première guerre de Kappel qui est une guerre de religion ayant opposé les cantons catholiques aux protestants, avant le déclenchement des hostilités, ayant pris connaissance de négociations de paix, les soldats des deux camps auraient partagé sur la frontière qui les séparait une soupe faite de lait et de pain, préparée dans un grand chaudron.

#### Langues
Pays plurilingue, la Suisse est partagée en quatre zones linguistiques où, dans chacune d'entre elles, une seule langue officielle a cours, soit l'allemand, le français, l'italien ou le romanche.
Quatre grands principes sont inscrits dans la Constitution fédérale, ce sont : l'égalité des langues, la liberté des citoyens en matière de langue, le principe de la territorialité des langues et la protection des langues minoritaires. Trois langues officielles (allemand, français et italien) sont égales en droit au niveau fédéral depuis 1848, le romanche est partiellement langue officielle.
En vertu du principe de territorialité, les frontières linguistiques sont fixées par les cantons. Certains cantons sont plurilingues. Le Röstigraben est le nom que l'on donne à la frontière culturelle et linguistique entre l'allemand et le français. Cette frontière trouve ses racines dans l'histoire.

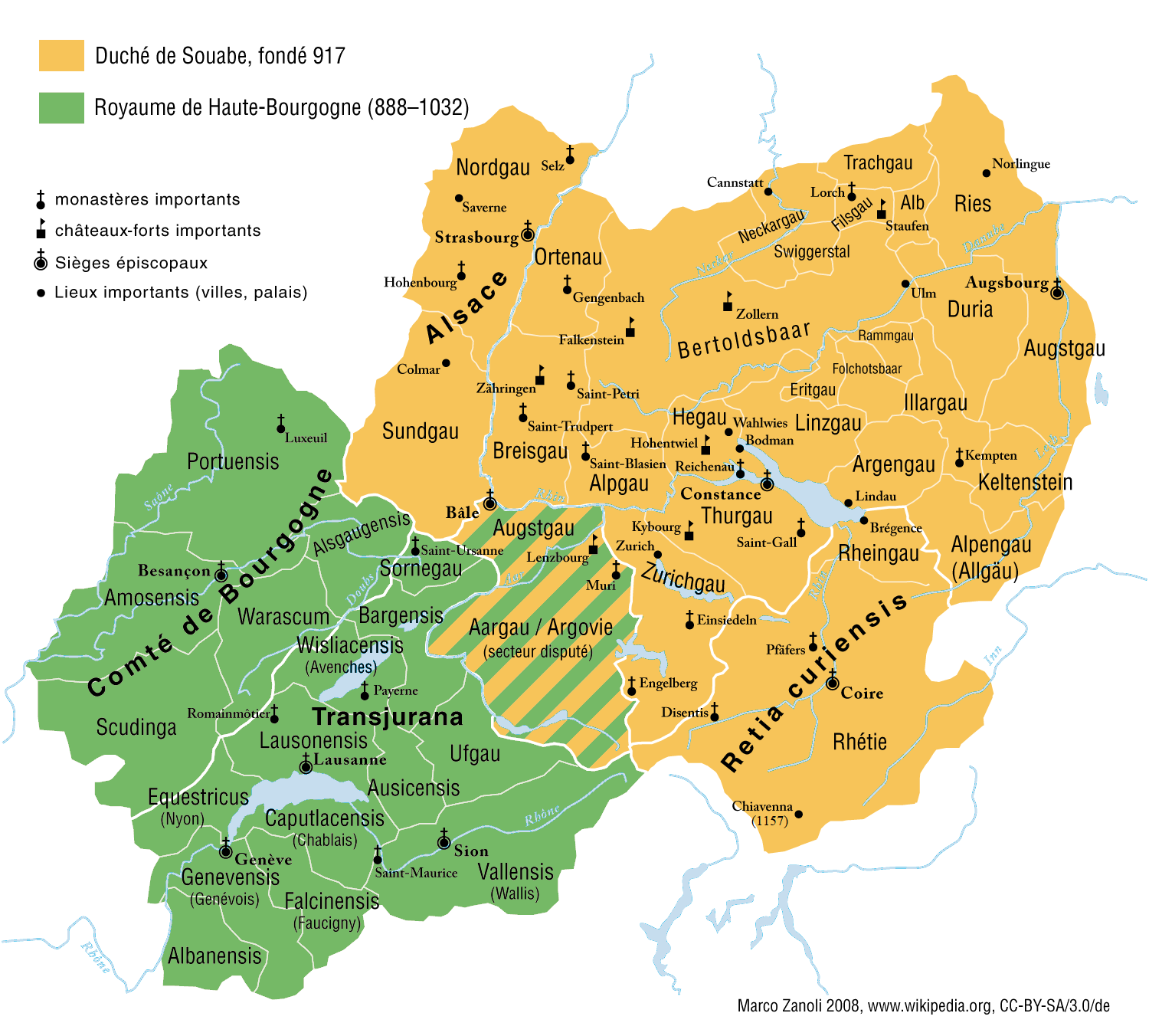
Les Burgondes et les Alamans vers l'an 1000.
Burgondes
Alamans

En effet, les zones linguistiques telles que nous les connaissons au début du XXIe siècle sont nées il y a plus de 1 000 ans, avant la naissance de la Confédération, et sont demeurées presque inchangées depuis. Dès la fin du IIIe siècle, avec les premières incursions barbares des Alamans (ou Alémans), la population romaine migre vers le sud. Le territoire suisse est occupé par les Burgondes à l'ouest et par les Alamans à l'est.
Avec la Confédération des III cantons, l'entièreté du territoire est germanophone mais l'aire d'influence des Waldstätten va s'étendre au sud des Alpes, une région italophone, puis à l'ouest, une région francophone. Au XVIIe siècle et XVIIIe siècle les liens entre la France et la Suisse étaient forts et le prestige de la culture française valorisa la Suisse romande et la langue française dans les régions germanophones. Néanmoins, l'allemand était considéré comme la langue de la Confédération.
La République helvétique qui suivit, entre 1798 et 1803, apporta la reconnaissance formelle de l'égalité des langues et l'État fédéral de 1848 adopta l'allemand, le français et l'italien comme langues nationales de la Confédération. Ce n'est qu'à partir de 1999, avec l'adoption d'une nouvelle constitution que l'État fédéral soutint les mesures pour promouvoir et sauvegarder les communautés linguistiques minoritaires.
Le Röstigraben est toujours actuel et n'est pas une frontière naturelle nette. À ce titre, l'étude des noms de localités permet de retracer les différentes zones soumises à l'influence plus ou moins avancée des différents langages. Ainsi, si les noms de villages se terminant en -ens ou -ence, curieusement fréquents dans les cantons de Fribourg et Vaud jusqu'au bord du lac Léman, sont d'origine alamande et montrent ainsi des percées larges dans le territoire burgonde, les préfixes Wal- et Walen- (ce qui signifie Welch, soit Roman) se trouvent en nombre dans la zone comprise entre l'Aar et la Sarine, qui fixe la frontière linguistique à partir du VIIIe siècle.
Les Suisses alémaniques appellent parfois les Romands, les Welsches et la Suisse romande, le Welschland. Le mot Welsch signifiant celte en vieil allemand. Il a ensuite été repris pour qualifier les peuples de langue romane dans les zones majoritairement francophones comme la Romandie (Welschland).
Si le principe de territorialité est primordial, la Confédération protège les langues des minorités italophones et romanches car elles sont particulièrement défavorisées : Les principales hautes écoles se trouvent soit en Suisse romande ou en Suisse alémanique. Aussi ces minorités sont contraintes de parler l'allemand pour défendre leur économie face à la Suisse allemande.

##### Langues nationales
- Allemand : 63,7 %
- Français : 20,4 %
- Italien : 6,5 %
- Romanche : 0,5 %

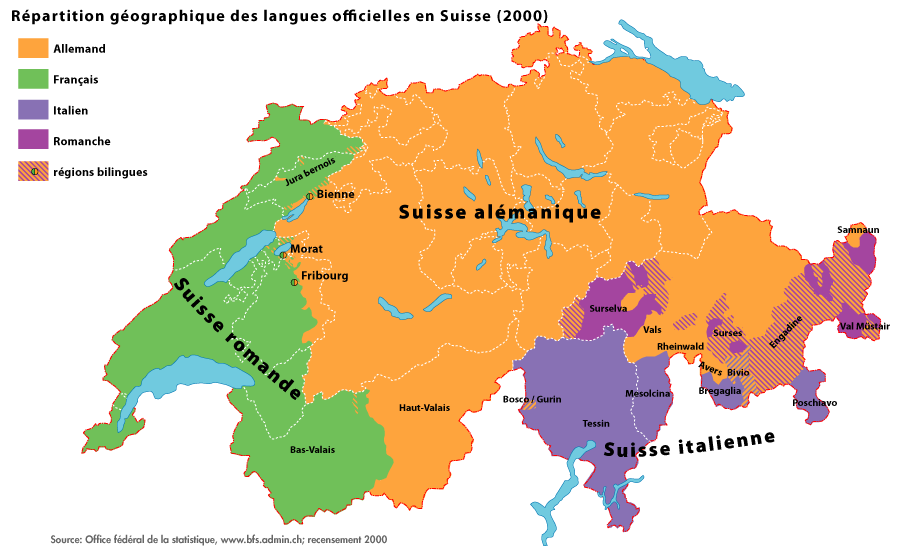
La répartition des langues
Allemand : 63,7 %
Français : 20,4 %
Italien : 6,5 %
Romanche : 0,5 % Autres, : 9 %

Dans l'usage courant des langues la population germanophone parle généralement l'un des nombreux dialectes suisses allemands ou Schwyzerdütsch, lesquels jouissent d'une grande valorisation sociale, y compris dans les centres urbains. Le suisse allemand emprunte certains termes étrangers au français, italien ou anglais. En linguistique on désigne par helvétisme une tournure ou une expression typiques de la Suisse, par exemple : Perron, Kondukteur et Billet au lieu de Gleis, Schaffner et Fahrkarte.
L’usage de l’allemand standard – Hochdeutsch ou « bon allemand » – est limité aux situations les plus formelles ainsi qu’aux journaux et magazines. Dans le milieu scolaire, afin d’élever le niveau d’allemand des élèves qui généralement préfèrent parler le dialecte, plusieurs cantons alémaniques (dont Zurich, Schwytz, Uri et Zoug) ont imposé l’usage systématique du Hochdeutsch, et les professeurs sont tenus de s’exprimer exclusivement dans cette langue.
Le français parlé dans l’ouest du pays, le français de Suisse, se différencie peu du français de France. Il se caractérise par quelques termes issus du francoprovençal, tels que septante, huitante ou nonante, ainsi que localement par des mots et expressions issues de langues germaniques tels que muttr, witz, café fertig ou poutser. Les dialectes sont encore pratiqués localement, notamment en Valais et dans le canton de Fribourg, mais ils ont presque disparu dans l’usage quotidien.
Les italophones sont représentés par le canton du Tessin et quelques vallées méridionales des Grisons où l'on parle un dialecte tessinois, apparenté aux parlers lombards. La langue écrite est l'italien.
Le romanche (une langue romane du groupe rhéto-roman proche du ladin et du frioulan), localisée aux Grisons, est fortement minoritaire et en déclin. Grâce à son statut de langue nationale et au titre de la protection des langues minoritaires, la radio et télévision en langue romanche ainsi que celle en italien, bénéficient d'une diffusion sur l'ensemble du territoire suisse.

#### Religion

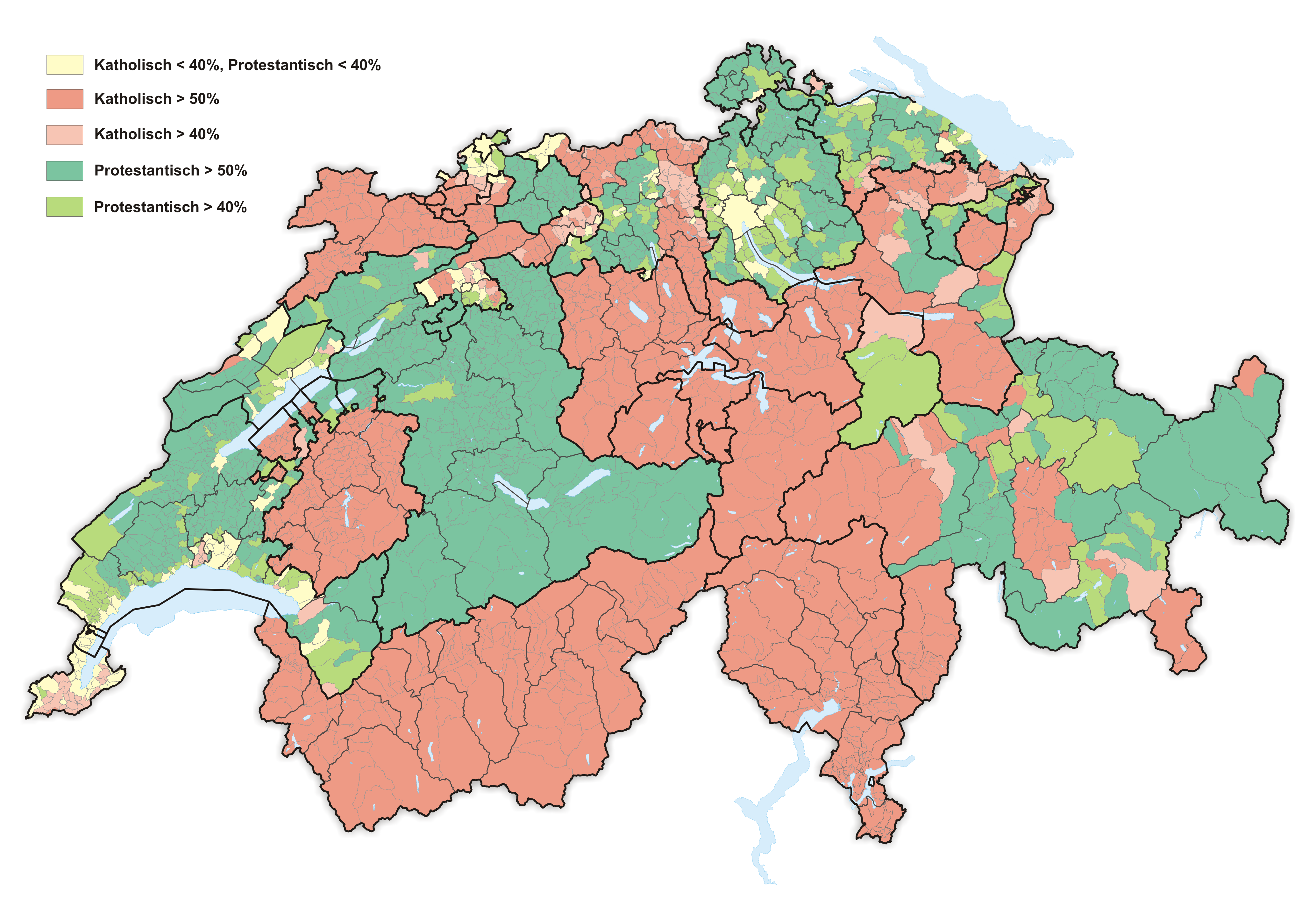
Distribution des confessions en Suisse, en 2015.

En Suisse, la liberté de conscience et de croyance est garantie par la Constitution; Toute personne a le droit, mais ne peut être contrainte, d’adhérer à une communauté religieuse et de suivre un enseignement religieux.
Depuis la Réforme, la pluralité religieuse suivait le principe du découpage territorial avec d'un côté les cantons catholiques et de l'autre les cantons protestants. À la fin du XXe siècle, en raison de la mobilité spatiale et sociale, la pluralité est plus complexe et se définit selon le contexte urbain ou rural. Par ailleurs, le renoncement à appartenir à un groupe religieux prend de l'ampleur.
En l'an 2000, les différentes églises catholiques représentent environ 42 % de la population de la Suisse, les différentes églises protestantes environ 35 %. 11 % se déclarent sans appartenance et 4,33 % ne donnent pas d'indications. Viennent ensuite les communautés islamiques avec 4,3 % puis, avec moins d'un demi pour-cent chacune, les confessions juive, bouddhiste et hindouiste.

#### Traditions

##### Fêtes

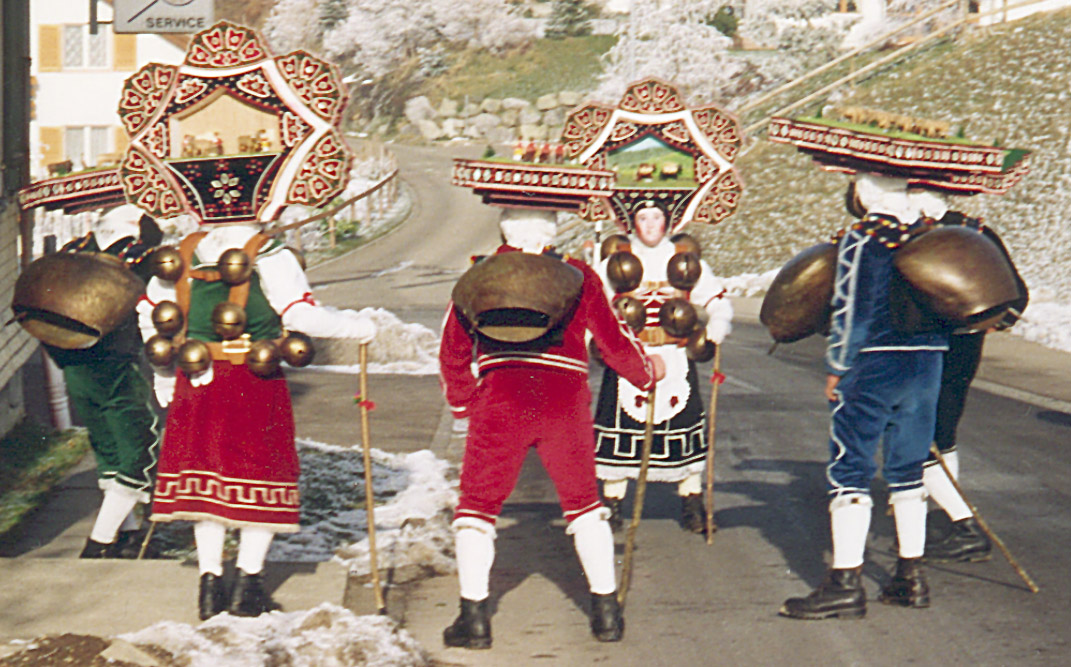
Silvesterklaus à Schwellbrunn

Les motifs de fêtes en Suisse sont religieux, historiques et sociaux. Les motifs commerciaux apparaissent au XXe siècle. La plupart des fêtes ont un cycle annuel selon le rythme des saisons et des travaux agricoles, les fêtes religieuses selon le rythme de l'année liturgique. Au bas Moyen Âge et au début de l'époque moderne existaient plus de cent jours fériés en Suisse. Ce nombre s'est considérablement réduit avec la Réforme puis les Lumières catholiques et l'industrialisation. Les rites et fêtes qui accompagnent l'individu dans ses changements de statut social tels que baptême, confirmation et mariage, qui définissaient autrefois le rôle de l'individu dans la communauté, ont maintenant uniquement lieu dans le cercle privé où le public n'est éventuellement admis qu'en spectateur.
De par la diversité culturelle, la plupart des fêtes sont locales ou régionales. Certaines fêtes sont célébrées dans toute la Suisse comme la fête nationale suisse, le Jeûne ou les principales fêtes religieuses.
La fête nationale suisse est célébrée le 1er août. Chaque commune organise à la tombée de la nuit feu de joie, cortège aux lampions et allocutions. Éventuellement un feu d'artifice. C'est un jour férié officiel dans toute la Suisse depuis 1994 seulement.
Dès le XVIe siècle apparurent les fêtes des sociétés de tir. Dès le XIXe siècle apparaissent les fêtes fédérales telles que les fêtes fédérales de tir, les fêtes fédérales de chant et les fêtes fédérales de gymnastique puis, au début du XXe siècle, les fêtes fédérales de lutte suisse et les fêtes fédérales des yodleurs notamment. Tenues à intervalles réguliers et à chaque fois dans un autre lieu, elles étaient à la fois solennelles et patriotiques, concours et fête populaire. La plupart de ces fêtes existent toujours mais l'aspect solennel et patriotique tend à disparaître avec l'évolution de la société.
Le Jeûne fédéral est institué en 1832, sur proposition du canton d'Argovie, il a été décrété « jour d’action de grâces, de pénitence et de prière pour toute la Confédération helvétique » par la Diète fédérale. Il est fixé au troisième dimanche de septembre. Le canton de Genève continue d'observer sa propre date de jeûne, le jeudi qui suit le premier dimanche de septembre (il est appelé Jeûne genevois). Des journées de prière et de pénitence hebdomadaires ou mensuelles existent à partir du XVIe siècle. Les cantons réformés les instituèrent en raison des épidémies de peste et des disettes (Bâle en 1541, Zurich en 1571, Berne en 1577). Genève avait institué dès 1567 un jour de jeûne et de prière, répété irrégulièrement, au gré de l'actualité locale. Dès 1643 les cantons catholiques instituèrent eux aussi des journées de recueillement et de prière.
Parmi les fêtes mettant en scène le règne animal on trouve les combats de reines, la Poya et le Marché-concours de Saignelégier.

###### Jours fériés
Les jours fériés sont de la compétence des cantons. Ceux-ci déterminent eux-mêmes leurs propres jours fériés, jusqu’à huit dans l’année. 21 cantons utilisent intégralement cette possibilité. Légalement, les jours fériés sont assimilés à des dimanches et ont donc les mêmes restrictions que ceux-ci en matière d'ouverture des magasins et des entreprises et de trafic routier. C'est la raison pour laquelle les jours fériés varient beaucoup d’un canton à l’autre. Seuls Noël, le Nouvel An et le 1er août sont communs à tous, les autres fêtes (Vendredi saint et Lundi de Pâques, Ascension, Lundi de Pentecôte et Fête-Dieu, Assomption et Toussaint, Jeûne fédéral) étant reconnues par les cantons selon leur tradition principalement religieuse (catholique ou protestante). Seule la fête nationale, le 1er août, est ancrée dans la constitution fédérale depuis l'acceptation par le peuple de l'initiative populaire « Pour un jour de la fête nationale férié » en 1993.
À côté des jours fériés, il y a également des jours chômés. Ces jours-là, non assimilés à des dimanches, de nombreuses entreprises et administrations sont néanmoins fermées dans le canton concerné.

##### Jeux

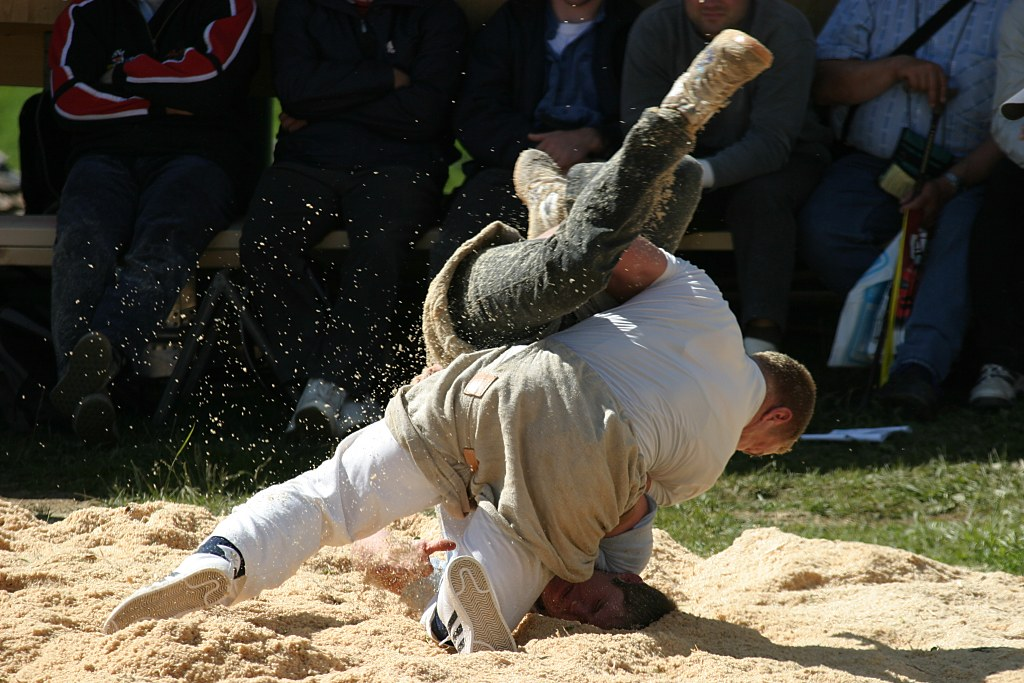
Lutte suisse

Les jeux nationaux ont des composantes sportives et traditionnelles. Ils se pratiquent notamment lors de fêtes fédérales ou cantonales. Ce sont la lutte suisse, le lancer de la pierre et le Hornuss.
La pratique du tir est élevée au rang de sport national. En plus des obligations de tir prévues dans le cadre du service militaire, on trouve donc de nombreuses fêtes de tir lors de fêtes locales liées à des commémorations de batailles et lors des fêtes cantonales et fédérales (Voir l'Abbaye (association)).
Parmi d'autres jeux traditionnellement pratiqués en Suisse, on peut mentionner le Jass, jeu de cartes très populaire proche de la belote qui se joue avec un jeu de trente-six cartes traditionnelles ; le Eisstock (en allemand : Eisstockschiessen) qui est un sport d'hiver avec des points communs au curling et que l'on considère comme la pétanque sur glace; et finalement les combats de reines, une pratique qui se retrouve essentiellement en Valais dans laquelle des vaches de la race d'Hérens luttent entre elles pour la suprématie sur leur troupeau.

##### Musique traditionnelle

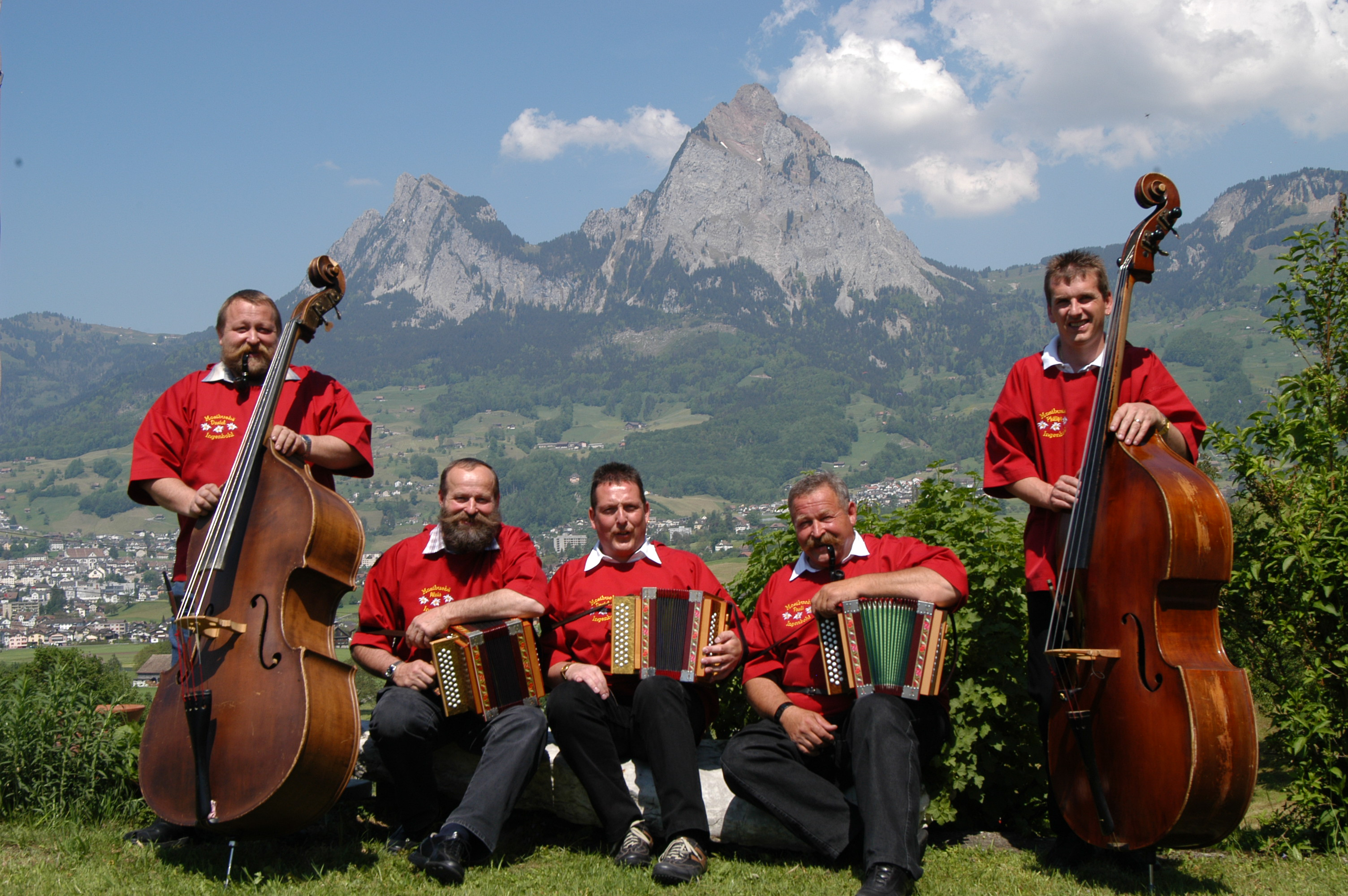
Schwyzerörgeli Quartett

La musique populaire suisse « typique » rurale n'est pas exclusivement suisse. Les traditions telles que le « Chant du soir », les « Ranz des vaches » ou le « yodel » se retrouvent dans d'autres régions alpines. L'influence musicale des pays voisins et les frontières linguistiques intérieures ne sont pas un obstacle aux échanges entre les diverses régions linguistiques du pays. Ainsi, on trouve des pièces variées autant par la langue utilisée (allemand, français ou italien) que par le genre d'histoire racontée comme Bin alben ä wärti Tächter gsi en Emmental, le Ranz des vaches à Fribourg et L'Inverno è passato au Tessin.
La Suisse a depuis des siècles une grande tradition de carnavals agrémentés de groupes musicaux avec leur style propre : les cliques et les groupes de Guggenmusik brass band.
Les carnavals les plus connus sont ceux de Bâle, de Lucerne, de Soleure, de Fribourg et celui de Bellinzone. Les Brandons de Payerne sont un des plus anciens carnavals de Suisse.
La musique folklorique jouée lors de fêtes traditionnelles comprend notamment le yodel, une technique de chant consistant à passer rapidement de la voix de corps à la voix de tête. Lors de la fête fédérale des yodleurs on y joue également du cor des Alpes. Le ranz des vaches est le chant traditionnel a cappella des armaillis (vachers) dans le canton de Fribourg. Il est habituellement chanté durant la montée des troupeaux à l'alpage et le retour dans les étables à la fin de l'été.
La chanson populaire (Volkslied en allemand) est un chant transmis oralement de génération en génération, fréquemment en dialecte. Il en existe de multiples variétés liés aux travaux, aux métiers, aux coutumes, des chants religieux et patriotiques. Des chansons à thème politique, souvent écrites sur un air connu, sont diffusées, comme le Tellenlied (vers 1477), le Sempacherlied (1482, 1532 et 1836). Les chants rythmant certains travaux, comme les chants de fileuses, de tisserands et de métiers, sont aujourd'hui presque entièrement tombés en désuétude. Le répertoire du XXIe siècle comprend des chansons nées pour la plupart au XIXe siècle. Ce sont des chants religieux ainsi que des chansons patriotiques, sentimentales, à yodler et à danser.

##### Cuisine et produits suisses
Il y a peu de plats nationaux. Les nombreuses spécialités locales reflètent la diversité linguistique et géographique de la Suisse. Les traditions culinaires d'origine paysanne proposent des plats robustes et riches en calories utilisant des ingrédients régionaux disponibles selon les saisons.
Les plats représentatifs du pays sont ses repas traditionnels au fromage (la fondue au fromage et la raclette) mais aussi les röstis. Ces plats ont néanmoins des origines locales. La fondue au fromage est un plat de fromage à pâte dure, tel que du gruyère, qui, râpé ou coupé en tout petits morceaux, est mis à fondre avec du vin blanc et est consommé chaud avec du pain. Elle se présente dans un caquelon dans lequel chaque convive trempe son morceau de pain à l’aide d’une fourchette particulière,. La raclette est un plat valaisan typique obtenu en raclant une demi-meule de fromage fondu à sa surface par la proximité d'une source de chaleur, celle-ci étant à l'origine et traditionnellement un feu de bois on peut aussi employer un four électrique. Les röstis sont des galettes de pommes de terre mélangées avec du fromage, des oignons et parfois avec des pièces de lard. On trouve également le birchermüesli qui, lui, est une composition du docteur Max Bircher-Benner créée dans les années 1900 pour ses vertus diététiques.
Parmi les spécialités locales connues dans l'ensemble du pays, on trouve les Basler Läckerlis, la tarte aux noix des Grisons, la tourte au Kirsch de Zoug, l'émincé de veau à la zurichoise, le gratin de cardons genevois, le totché jurassien, la taillaule neuchâteloise, le saucisson vaudois ainsi que la polenta et le risotto à la tessinoise.
Les produits typiques sont le chocolat  dont l'exportation ne commença que dans les années 1880. L'invention du chocolat au lait par Daniel Peter, en 1875 et du chocolat fondant par Rudolf Lindt, en 1879 contribuèrent fortement à la réputation universelle des chocolats suisses. Le fromage (Emmental, Gruyère, Raclette, Sbrinz, Tête de Moine, Vacherin fribourgeois et Vacherin Mont d'Or par exemple). Le vin dont la tradition est très ancienne et remonte au moins à l'époque romaine. La viticulture est principalement concentrée à l'Ouest et au Sud du pays, dans les cantons de Genève, Neuchâtel, Tessin, Valais et Vaud. On trouve également de nombreuses variétés de saucisses et viande séchée comme le saucisson vaudois, la saucisse d'Ajoie, la Longeole genevoise, la Luganighetta tessinoise, le Gendarme des Grisons, le Schübling de Saint-Gall et la Boule de Bâle par exemple. Des salamis comme le Salametto, la Salamella et le Nostrano, la viande séchée du Valais et la viande des Grisons.
Certains produits alimentaires comme les aromates en poudre, les cubes de bouillon et l'Ovomaltine sont des classiques fabriqués de longue date. Les aromates en poudre de Knorr existant depuis 1952 sont un classique : la plupart des ménages suisses se servent de ce petit flacon jaune au bouchon rouge pour tout assaisonnement. Les cubes de bouillon Maggi (Bouillon Kub) existant depuis 1908 sont également très populaires. Le Cenovis à base végétale (levure de bière, extraits de carottes et d'oignons), créé en 1931 et le Parfait sont des pâtes à tartiner mythiques de la Suisse. L'Ovomaltine, créée en 1865, est une poudre à base de malt d'orge, de lait écrémé, de cacao. Mélangée à du lait chaud ou froid, elle donne une boisson chocolatée légèrement tonifiante.

### Patrimoine bâti

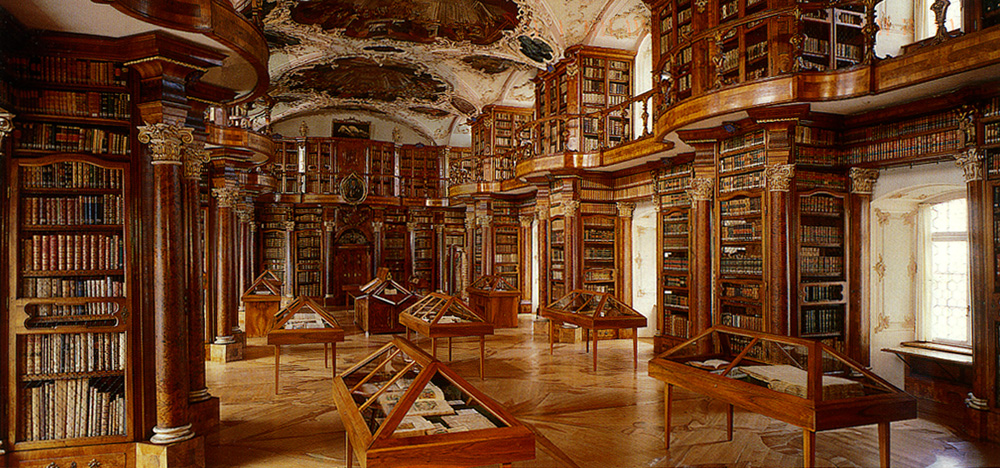
Bibliothèque du couvent de Saint-Gall

La notion de protection du patrimoine apparaît dès la fin du XIXe siècle.
Les sites culturels en Suisse faisant partie du patrimoine mondial de l'UNESCO sont au nombre de huit : en 1983 sont admis la Vieille ville de Berne, l'Abbaye de Saint-Gall et le Couvent bénédictin Saint-Jean-des-Sœurs à Müstair. Ce seront jusqu'en l'an 2000 les seuls sites jusqu'à l'ajout des trois châteaux de Bellinzone puis Lavaux en 2007, en 2008, le Chemin de fer rhétique dans les paysages de l’Albula et de la Bernina avec ses nombreux ouvrages d'art, ponts et tunnels comme le Viaduc de Landwasser, en 2009 La Chaux-de-Fonds et Le Locle sont inscrits comme urbanisme horloger, puis, en 2011, sur les 111 sites palafittiques préhistoriques autour des Alpes, 56 sites sont situés sur les bords de lacs, cours d'eau et marécages de quinze cantons suisses.

#### Bâtiments

##### Châteaux et fortifications

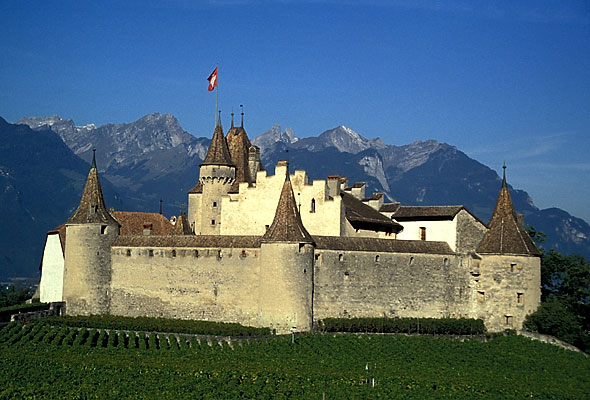
Château d'Aigle.

Des châteaux forts sont construits par les familles dynastiques afin d'assurer leur domination. Ils servent à la fois d'habitation et de moyen de défense. Leurs emplacements sont choisis selon des considérations de position stratégique ou de la possibilité de surveiller le paysage environnant. Quelques châteaux forts : le château de Chillon, Lenzbourg, Mesocco, Berthoud, Kybourg ou les trois châteaux de Bellinzone.
Les villes du Moyen Âge sont fortifiées. Certaines comme Morat sont préservées. La plupart des villes voient leurs enceintes détruites en raison du développement des villes au XIXe siècle. Seuls subsistent des vestiges au cœur des villes comme les tours et portes de villes. comme la Zeitturm de Zoug, la porte de Spalen à Bâle ou la Zytglogge de Berne.

##### Édifices religieux

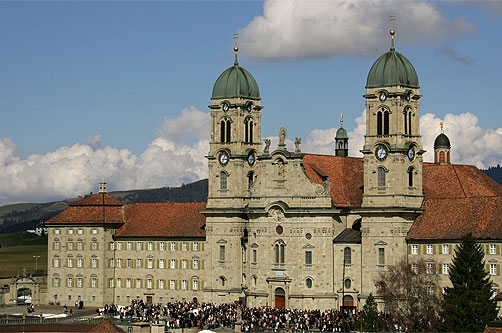
Abbaye territoriale d'Einsiedeln.

Les premiers monastères sont l'abbaye territoriale de Saint-Maurice d'Agaune (fondée en 515) et le couvent de Saint-Gall (613). On trouve ensuite l'abbaye de Moutier-Grandval (640) et l'Abbaye territoriale d'Einsiedeln (934). De la période carolingienne on peut citer le couvent bénédictin de Saint-Jean-des-Sœurs (780), la cathédrale de Bâle (entre 805 et 823) ou l'Abbaye de Saint-Gall avec sa bibliothèque (820 – 830). L'architecture romane est présente en Suisse occidentale et en Valais avec, notamment, l'Abbatiale de Romainmôtier, le monastère de Payerne (965). Avec l'architecture gothique les villes se dotent de cathédrales symboles de puissance, comme celles de Genève, Lausanne, Fribourg ou Berne.
L'église Saint-Antoine, construite entre 1925 et 1927 par Karl Moser, est la première église entièrement en béton de Suisse.

##### Édifices publics

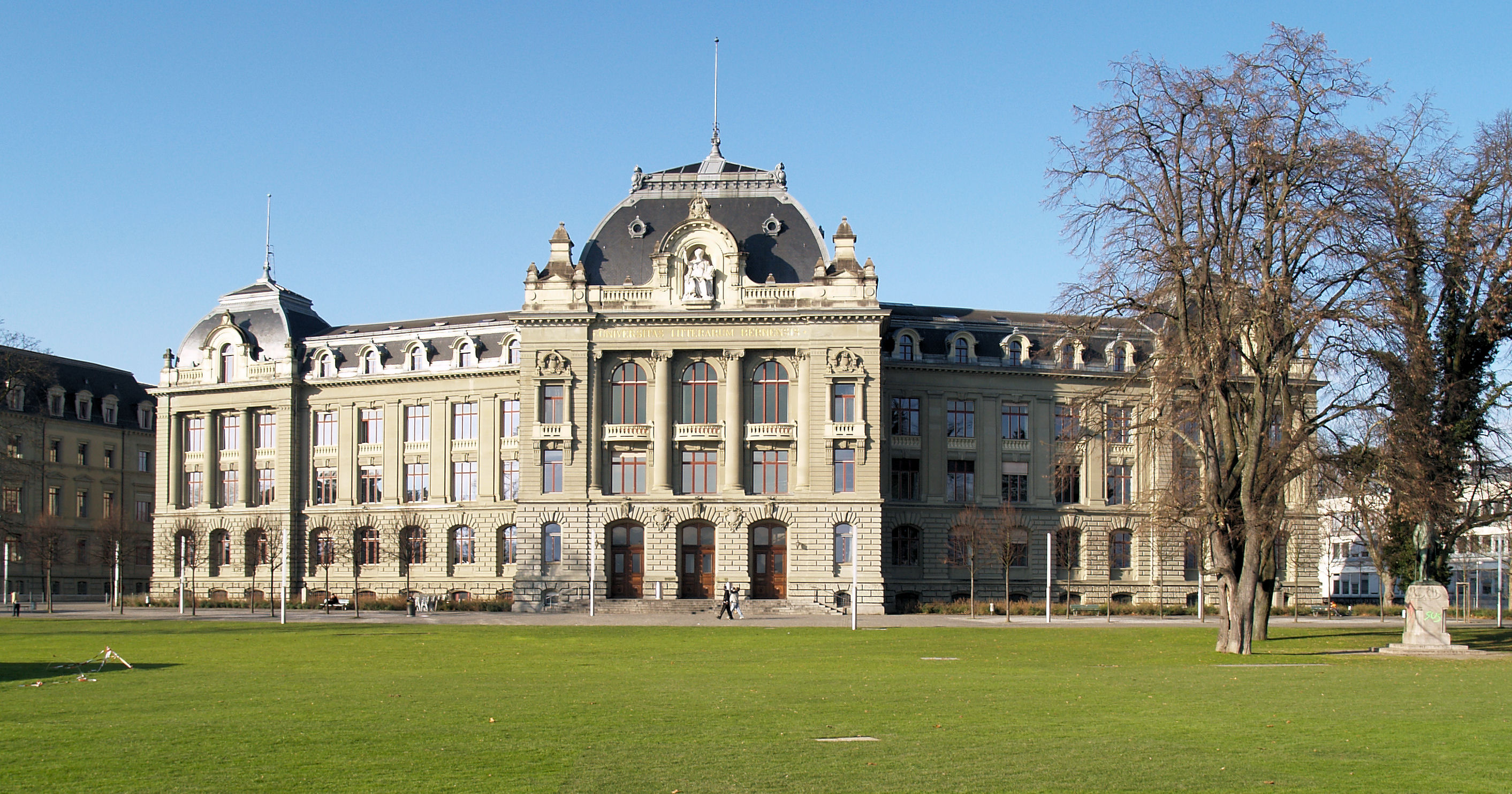
L'université de Berne.

De la période romaine des fragments restent visibles sur les sites romains de Augusta Raurica, Vindonissa et Aventicum. L'amphithéâtre d'Avenches est, au XXIe siècle, utilisé comme scène pour des concerts et opéras.
Au Moyen Âge sont construits les premiers hôtels de ville, le plus ancien étant celui de Berne (1406). L'hôtel de ville de Bâle (1504 – 1514) est, avec ses façades de couleur rouge, très caractéristique. La tour carrée dans la cour de l'hôtel de ville de Genève (1555) par Pernet Desfosses est un bâtiment typique de la Renaissance de tradition française en pierre de taille.
Au XIXe siècle, la révolution industrielle et technique de l'économie et des transports transforme les villes et le mode de vie : les enceintes autour des villes sont abattues afin de faire face à l'exode de la population des campagnes vers les agglomérations naissantes et les nouveaux besoins de la société. De nouveaux bâtiments publics voient le jour comme les postes, les gares, les musées, les théâtres, les églises et les écoles. Quelques exemples : le palais fédéral, la gare centrale de Zurich, le musée national suisse, le grand Théâtre de Genève et l'université de Zurich.

##### Ensembles urbains

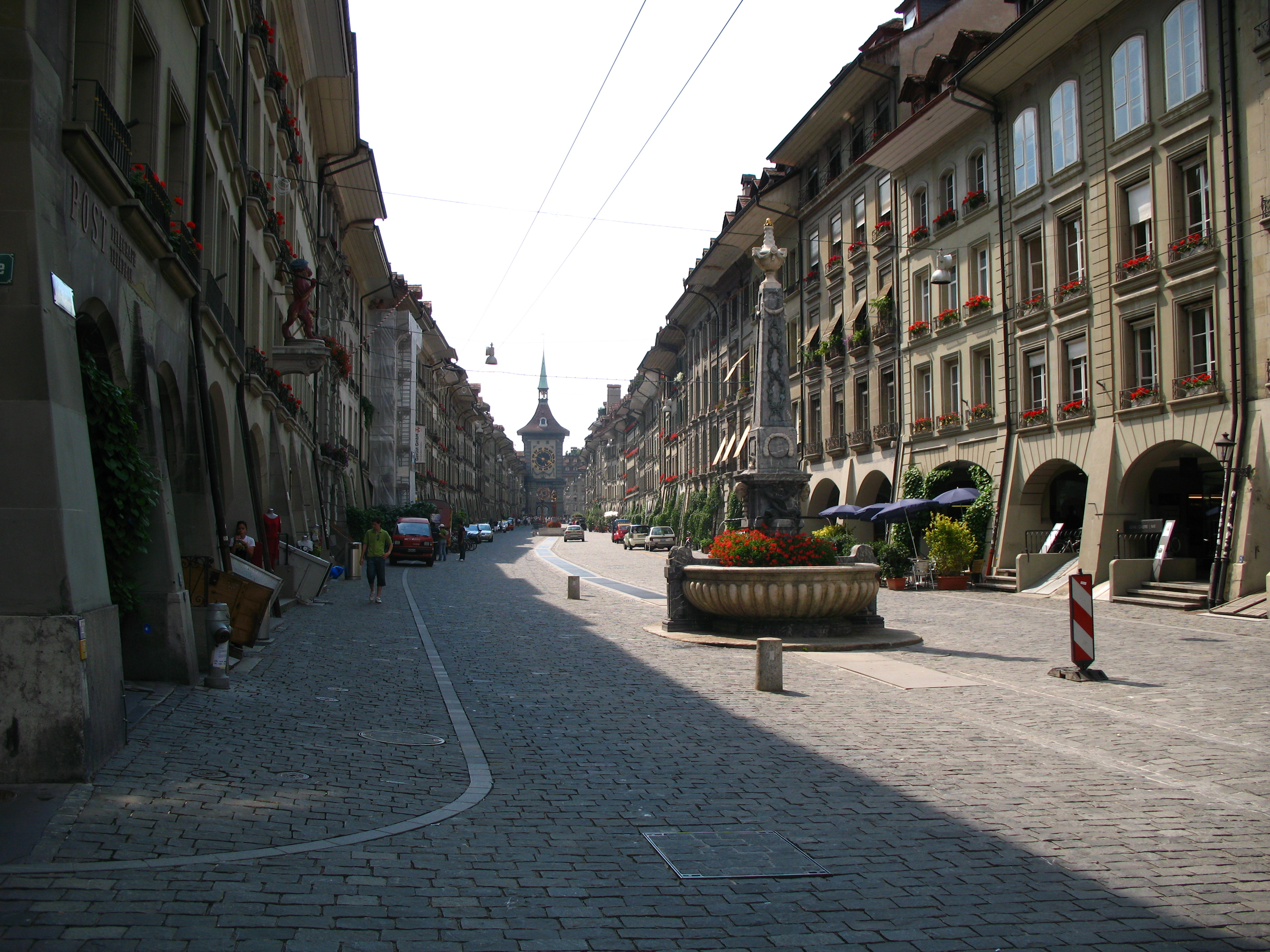
La Kramgasse à Berne.

Jusqu'au XIVe siècle les maisons étaient couramment en bois. Avec l'augmentation de la population dans l'enceinte des villes, les problèmes d'insalubrité et d'incendie, la construction en pierre s'impose. Les arcades apparaissent surtout à Berne, Zurich et en Suisse orientale, on aménage des places et des fontaines servant à l'approvisionnement en eau et pour la lessive. La vieille ville de Berne en est représentative et reste l'un des meilleurs témoins de l'urbanisme médiéval en Europe.
À la fin du XIXe siècle les quartiers neufs naissent sur l'emplacement des anciennes fortifications des grandes villes comme la Bahnhofstrasse de Zurich ou la Ceinture fazyste de Genève. L'urbanisme devient planifié : en 1834 La Chaux-de-Fonds, qui est détruite par un incendie, sera reconstruite selon une nouvelle structure urbaine. (voir article Ensemble urbain du XIXe siècle de La Chaux-de-Fonds).
Au début du XXe siècle le mouvement ouvrier fonde des coopératives afin de créer des logements ouvriers conçus sur le modèle du Werkbund : une maisonnette avec jardin comme le lotissement Freidorf (1919 – 1921) à Muttenz, synthèse entre l'idéal de la cité-jardin et le mouvement coopératif. La période entre 1945 et 1975 est marquée par un fort développement économique. Les travailleurs immigrés affluent et les besoins en nouveaux logements augmentant, des cités satellites sont construites en banlieues des grandes villes : Le Lignon (1962 - 1971), cité de Meyrin en périphérie de Genève ou les quartiers à Berne-ouest (1958 - 1968).

##### Édifices civils

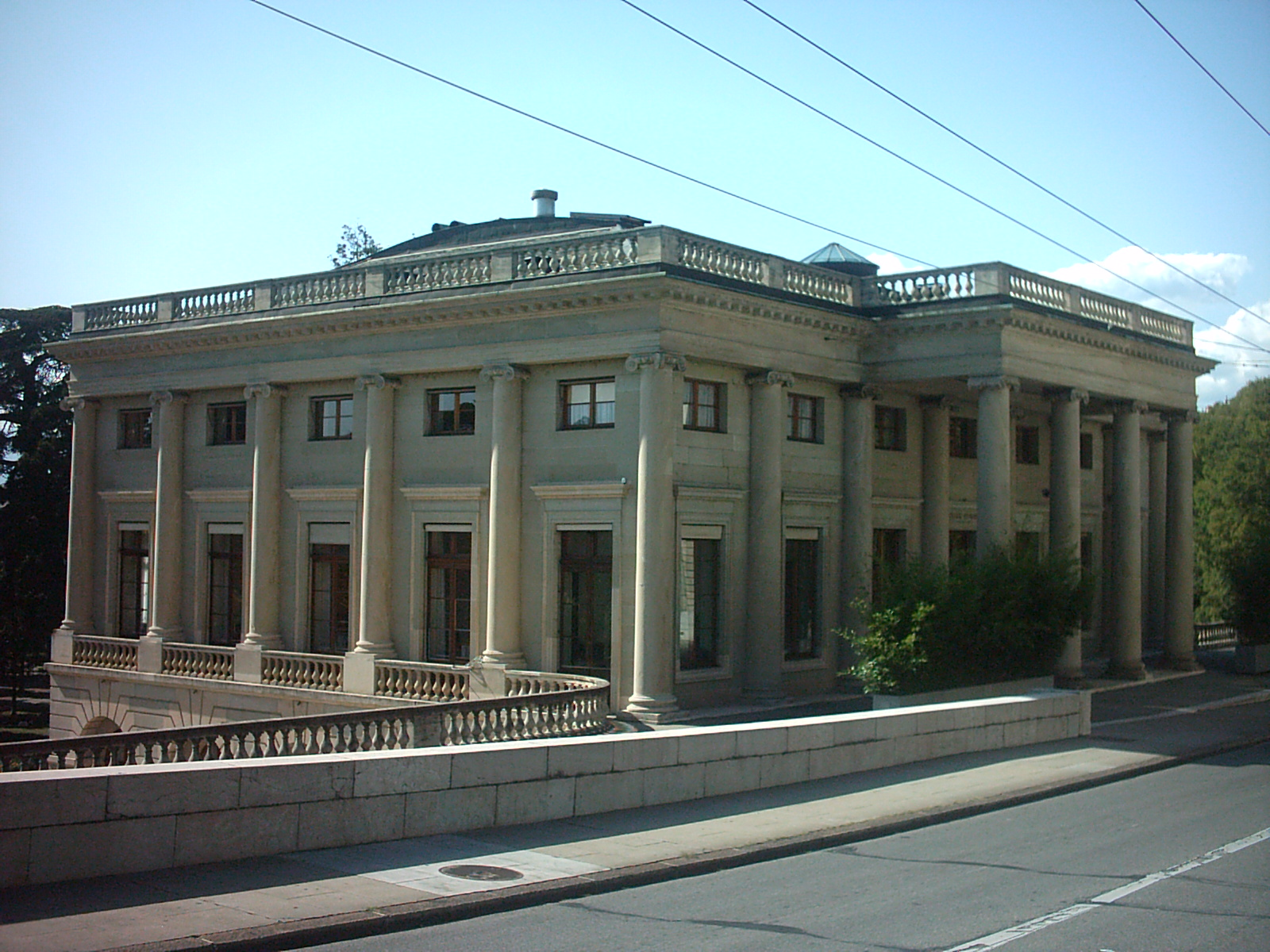
Palais Eynard (1817 – 1821) à Genève.

À partir du XVe siècle Les maisons profanes, de style gothique en pierre apparaissent. Celles-ci sont réservées à la noblesse locale, aux dignitaires de l'Église ainsi qu'aux riches marchands. Par exemple, le Grimmenturm de la Spiegelgasse à Zurich, la maison Tavel à Genève. Autres exemples : la Haus zum Rüden (1348) à Zurich, le Bischofshof (1450) avec une chapelle privée, le Domhof et l'Engelhof (1477) à Bâle, le Sässhaus de Bartlome May (1515) à Berne (Kesslerstrasse), la Haus zum Ritter à Schaffhouse, le Stüssihof zum Königsstuhl (1425), l'hôtel Ratzé (1583-1586) à Fribourg et la maison Serodine (1620) à Ascona.
Pendant la Renaissance on trouve au Tessin des arcades ouvertes comme dans la cour du château de Muralto, l'ancien Palazzo Rusca à Lugano et le Colleggio Papio à Ascona. En Suisse allemande où la maison bourgeoise du gothique tardif est caractérisée par la présence d'encorbellements et de tourelles, le premier bâtiment de style Renaissance est le « palais Ritter » (1556) à Lucerne, conçu par l'architecte tessinois Domenico Solbiolo del Ponte. À Bâle se trouve le Geltenzunft (1578) et le Speisshof (1580) avec des arcades au rez-de-chaussée ouvertes, à l'origine, des colonnades selon l'ordre classique de Vitruve ou de motif Palladio pour le Speisshof. En Suisse romande on peut citer les Halles construites en 1573 par Laurent Perrot à Neuchâtel et l'Hôtel Ratzé (1581 – 1583) à Fribourg, construit par Jean Tuval, architecte de Lyon.
Les maisons baroques au Tessin ont des ornements en stuc rapportés sur les façades comme pour la maison Borrani (1621) à Ascona et la maison Rusca-Orelli de Locarno œuvres de Giovanni Batista Serodine. En Suisse allemande, les maisons particulières sont richement décorées, avec des encorbellements à un ou plusieurs étages. À Schaffhouse, les façades de pierre sont ornées en reliefs et décorées de sculptures, comme le  et le Frontwagenturm (1747 – 1748). À Saint-Gall, on trouve de nombreux oriels richement décorés en bois comme les maisons Greifen (1680), Schwannen (1690) etPelikan (1707). À Zurich on peut citer les deux maisons des corporations construites en pierres de taille et d'un aspect sévère : Zimmerleuten (1708) et Saffran (1719 – 1723). L'ouest du pays est plus influencé par l'architecture baroque française avec toits à la Mansart. Les maisons sont en retrait des voies publiques, des ailes forment une cour d'honneur séparée de la rue par un mur ou une grille. Au cours de la dernière période baroque, on trouve des exemples de style rococo. Le baroque français s'impose en Suisse romande vers la fin du XVIIe siècle. Des maisons avec cour d'honneur sont construites à partir de 1700 avec de belles pierres de taille comme les hôtels particuliers de la rue des Granges, avec les immeubles des trois frères Boissiers (1720). Joseph Abeille réalise le palais de Jean-Antoine Lullin (de Saussure) en 1707 – 1712. Jean Venne réalise l'immeuble abritant aujourd'hui le Palais de justice.
À partir de 1800, les architectes « académiques » construisent de grandes villas classicistes. le palais Eynard (1817 – 1821) et la Corraterie (1827 – 1828) à Genève.
Quelques réalisations d'architecture moderne : la villa Le Lac (1923) et l'immeuble Clarté (1931) à Genève par Le Corbusier ou la Cité Halen (1957 - 1961) par l'Atelier 5, près de Berne, un exemple de maisons individuelles contiguës en terrasse pour la classe moyenne.

##### Maisons rustiques

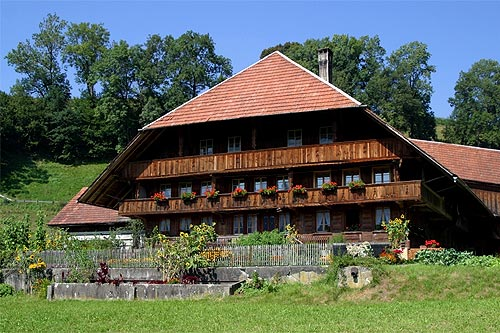
Ferme de l'Emmental.

La forte diversité des espaces naturels en Suisse se reflète dans les matériaux de construction (feuillus, conifères, pierre, argile, paille) utilisés au Moyen Âge. Dans les premiers temps, les constructions sont en madrier Ständerbäuten, les espaces étant remplis par de la paille ou enduits de terre glaise, dans la plupart des régions du plateau. Dans les préalpes septentrionales, on construit en Blockbau, maisons en bois conifères pleins dépouillés de leur écorce avec les joints remplis de mousse. Plus tard, on se mit à rectifier à la hache les bois pour améliorer les joints puis, au bas Moyen Âge, le bois de construction est façonné à la scie Strickbau. Dans les vallées alpestres proches des régions méridionales, où l'on construit en pierre, se trouvent les maisons du Gothard construites en bois sur un socle de pierre.
À l'est et au nord-est du pays, se développent les maisons à colombages alors qu'au nord et à l'ouest la construction en pierre se généralise à partir des XIe siècle et XIIe siècle. Au sud des Alpes, on construit en pierre sèche. En revanche, la construction en bois s'est maintenue sur le plateau central argovien et bernois jusqu'au XIXe siècle.
- Gotthardhaus (maisons du Gothard), que l'on trouve dans les vallées alpines isolées, par exemple les vallées supérieures du Tessin, le Valais et dans les Grisons (Walser)[ms 6],[ms 8].
- La maison valaisanne, typique du centre du Valais et du Val d'Hérens. Ce sont des tours à plusieurs étages qui abritent plusieurs familles formant un clan. La maison d'Obergoms (1718), située à Selkingen, est un exemple de maison valaisanne[mh 1],[46].
- La maison tessinoise, construite en moellons bruts remplace le Gotthardhaus[ms 9],[mh 2],[47].
- La maison engadinoise. À Guarda se trouvent des exemples du XVIIe siècle caractéristiques de cette construction. Les encadrements de fenêtres en biais ainsi que les façades décorées de peintures murales et de Sgraffite[ms 10],[mh 3].
- Oberland bernois et Simmental, en bois massif travaillé à la scie, Strickbau ou en madriers carrés, taillés à la hache[48], ornées de sculptures sur bois et de peintures (surtout au XVIIIe siècle[ms 11],[49].
- La maison bernoise du plateau suisse, munie d'énormes toitures en croupe ou demi-croupes dites « boiteuses » afin de pouvoir installer une galerie et des fenêtres continues donnant sur des chambres. Les charpentes sont agrémentées de motifs sculptés[ms 11],[50].
- Les chaumières argoviennes sont typiques du plateau central. Peu de maisons conservent encore leur toit de chaume[51].
- Les maisons à colombage dont les parties de bois visibles sont peintes de couleur vive se trouvent sur le plateau oriental et à Zurich.
- Les fermes à usages multiples (Dreisässenhäuser) au nord-ouest de la Suisse et sur le plateau romand, construites en pierre[52],[ms 11].
- Les fermes jurassiennes, à usages multiples, possèdent de larges façades pignon entièrement en pierre crépie à la chaux. Les toits à bâtière sont faiblement inclinés et comportent un dispositif pour maintenir la neige[ms 10],[mh 4],[53].

#### Ouvrages d'art

##### Ponts et tunnels

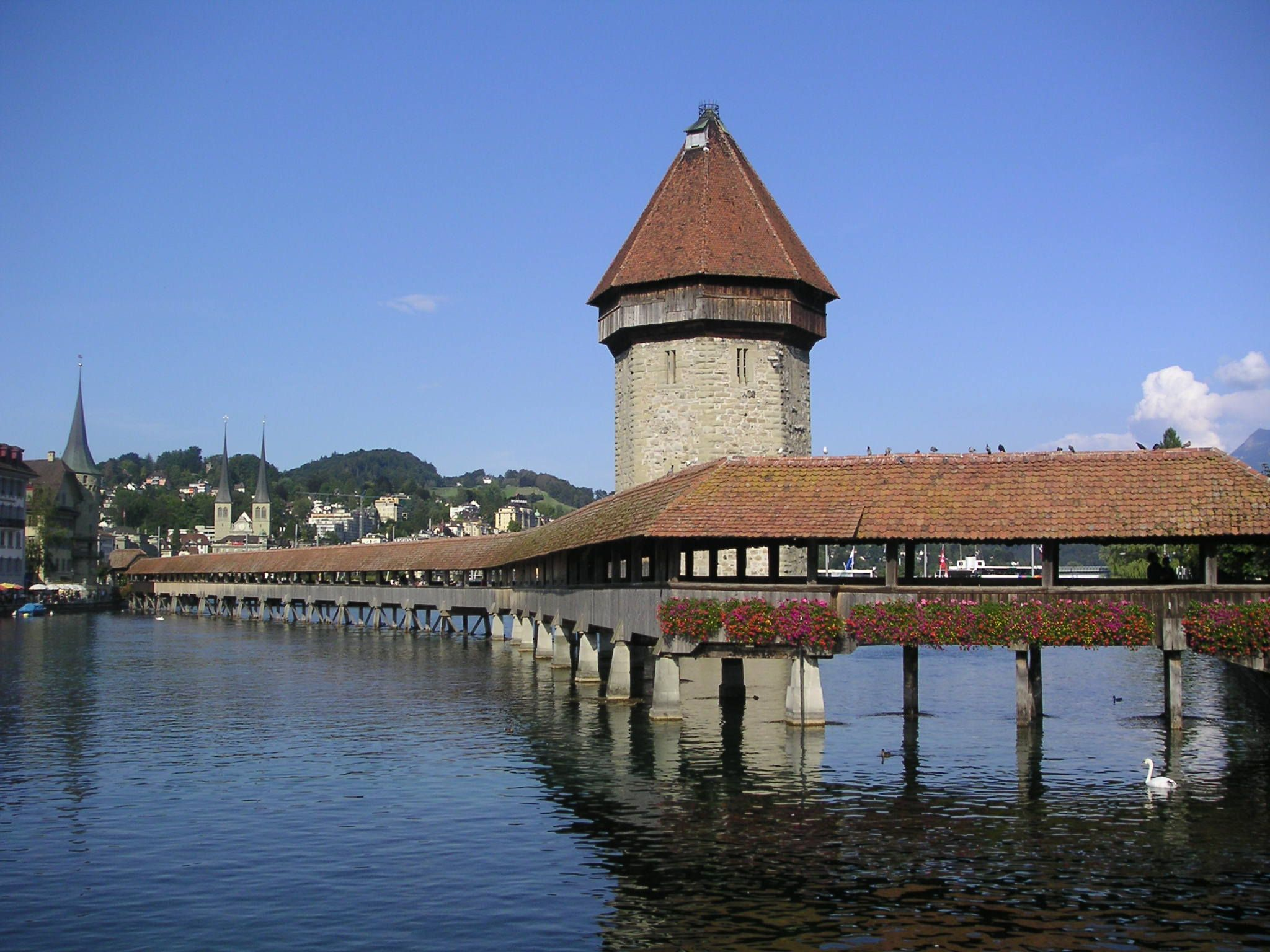
Le Kapellbrücke à Lucerne.

Le relief accidenté du pays a nécessité la construction d'ouvrage d'arts pour les transports. Dès 1237, des passerelles suspendues sont réalisées sur le site du pont du Diable, sur la route historique du col du Saint-Gothard, le premier pont de pierre y sera construit en 1707. Le Mittlere Brücke à Bâle est le plus ancien point de passage sur le Rhin encore existant aujourd'hui entre le lac de Constance et la mer du Nord.
On trouve de nombreux ponts de bois, dont l'apogée des constructions remonte à la deuxième moitié du XVIIIe siècle. Différents noms sont évoqués pour ces constructions : Joseph Ritter (Lucerne), Ferdinand Stadler (Zurich) et les Grubenmann, une dynastie de maîtres charpentiers de Teufen en Argovie. Le Kapellbrücke à Lucerne ou le pont de Berne à Fribourg sont de beaux exemples de ces ouvrages.
Au XIXe siècle, Guillaume-Henri Dufour réalise en 1823 à Genève le premier pont suspendu à l'aide de câbles d'acier, le pont de Saint-Antoine. À Fribourg, le Français Joseph Chaley réalise le plus long pont suspendu de l'époque avec 273 mètres de longueur,.
Le Polytechnicum de Zurich est inauguré en 1855 et formera, notamment, les ingénieurs pour la construction du chemin de fer, des routes et ponts tel que la construction des Chemins de fer rhétiques entre 1886 et 1914 avec le viaduc de Landwasser. La construction de chemin de fer en Suisse occupe de nombreux ingénieurs suisses et étrangers (Alois von Negrelli et Jean Gaspard Dollfuss par exemple). L'ingénieur genevois Jean-Daniel Colladon invente des machines à air comprimé pour le creusement des longs tunnels à travers les Alpes : les tunnels du Gothard, 15 km, (1872 - 1881) et du Simplon, 19,803 km, (1898 - 1905).
Comme ponts routiers modernes on peut citer le pont de Salginatobel ou le viaduc de Chillon.

##### Barrages
Le relief du pays se prête à la construction de barrage à des fins hydroélectriques. Le barrage de la Maigrauge à Fribourg, construit entre 1870 et 1872, est le premier barrage en béton d'Europe. En Valais, le barrage de la Grande-Dixence est, avec 285 mètres, le plus haut barrage poids du monde.

### Patrimoine naturel

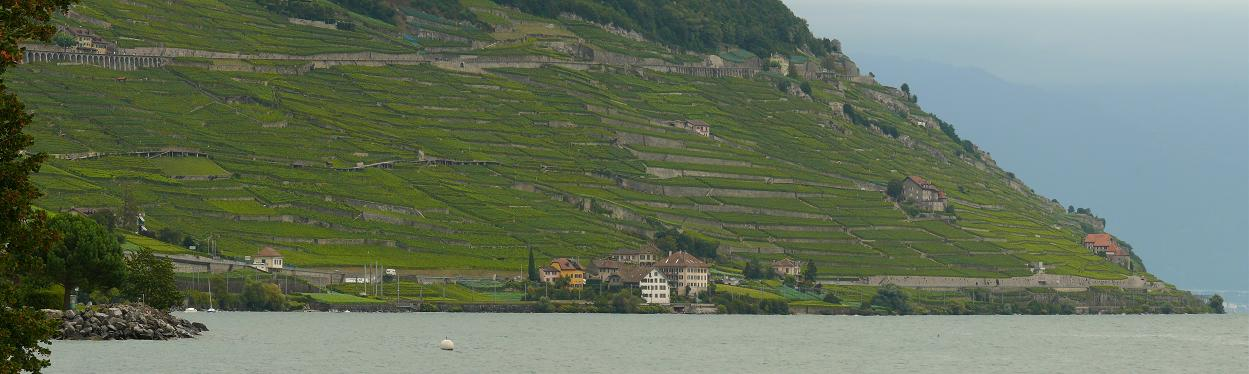
Les vignobles en terrasses de Lavaux à Épesses : Bien culturel UNESCO.

Parmi les dix sites suisses classés au patrimoine mondial de l'UNESCO en 2009, quatre sont des sites naturels. Trois le sont pour leurs caractères naturels et un, Lavaux, l'est comme site culturel. Les vignobles en terrasse de Lavaux représentent un paysage culturel exemplaire dans son évolution et son développement sur près de mille ans dans le but d'optimiser et préserver les ressources locales de production viticole et pour l'interaction entre l'homme son environnement.

## Institutions et lieux de culture

### Institutions

#### Politique culturelle
« La culture est du ressort des cantons ». Néanmoins, « la Confédération peut promouvoir les activités culturelles présentant un intérêt national et encourager l’expression artistique et musicale, en particulier par la promotion de la formation ».
La culture n'étant pas une tâche prioritaire de la Confédération, la part de son budget consacrée à la culture est faible : 0,3 % du total. En chiffre cela représente environ 200 millions de francs suisses. Celle des cantons est variable en fonction de leur importance. À titre d'exemple, les budgets cantonaux de Zurich (322 millions de francs suisses en 2002), et Genève (234 millions), sont même plus élevés que la part de la Confédération. Les entreprises privées contribuent pour 320 millions de francs suisses.
Au niveau fédéral, l'Office fédéral de la culture (OFC), Département fédéral de l'intérieur, a pour mission de favoriser la diversité de la culture et de préserver son développement en toute indépendance. Il est responsable de la gestion de la bibliothèque nationale suisse et des musées nationaux suisses mais également de l'encouragement à la culture (cinéma, arts appliqués, littérature, musique, danse et théâtre) ; cet encouragement s'applique également à la protection du paysage, à la conservation des monuments historiques et des sites archéologiques. Enfin, la Confédération appuie et encourage la formation des expatriés ainsi que les projets des diverses communautés linguistiques et culturelles,.
L'organisme Présence Suisse promeut l'image de la Suisse à l'étranger. Dans le cadre de la culture il travaille avec Pro Helvetia,.
Pro Helvetia est une fondation fédérale dont les tâches concernent principalement la création contemporaine : maintenir et préserver les caractéristiques culturelles du pays ; encourager les créations de l’esprit des différentes régions linguistiques et des divers milieux culturels ; promouvoir les échanges culturels entre ces régions et ces milieux et entretenir les relations culturelles avec l’étranger. Ceci dans les domaines des beaux-arts (arts visuels), littérature, musique, activités interdisciplinaires (animation culturelle, culture populaire), danse et théâtre. Pro Helvetia possède quatre bureaux de liaison, situés au Caire, à Varsovie, à New Delhi et au Cap. Elle gère les centres culturels suisses dont les principaux sont à Paris, Rome (Istituto Svizzero di Roma) et New York (Swiss Institute).
Dans le cadre de la protection du patrimoine, l'Office fédéral de la culture publie trois inventaires : l'inventaire fédéral des sites construits à protéger en Suisse (ISOS, depuis 1973), l'inventaire fédéral des paysages, sites et monuments naturels d'importance nationale (IFP, depuis 1977) et l'inventaire des voies de communication historiques de la Suisse (IVS, 1984-2003). Au sein du département fédéral de la Défense, de la protection de la population et des sports, l'Office fédéral de la protection de la population dresse l'inventaire suisse des biens culturels d'importance nationale et régionale à protéger en cas de catastrophe.

#### Encouragement privé
Le mécénat est une forme de financement de la culture en Suisse pratiqué par les grandes entreprises et notamment les banques et assurances. Les arts du spectacle sont les principaux bénéficiaires, suivi par la conservation culturelle et les arts plastiques. L'aide va surtout aux grandes institutions au détriment des acteurs culturels indépendants. L'achat ou la commande d'œuvre est un des moyens pour les entreprises de « s'approprier » l’art ou la culture. Un autre moyen étant l'organisation de manifestations propres (concours ou expositions).
Le pour-cent culturel Migros est un mode de financement volontaire de la culture en Suisse par la Migros. Imaginé par Gottlieb Duttweiler, il a décidé d'affecter une partie du chiffre d'affaires de son entreprise à des buts non lucratifs, le pour-cent culturel a été mis en place dès 1957. C'est aujourd'hui un acteur important de la scène culturelle suisse.
Parmi d'autres organisations de protection du patrimoine on peut citer la Cinémathèque suisse, le Patrimoine suisse et Pro Natura.

### Manifestations et lieux de culture
- Bibliothèques en Suisse

#### Musées

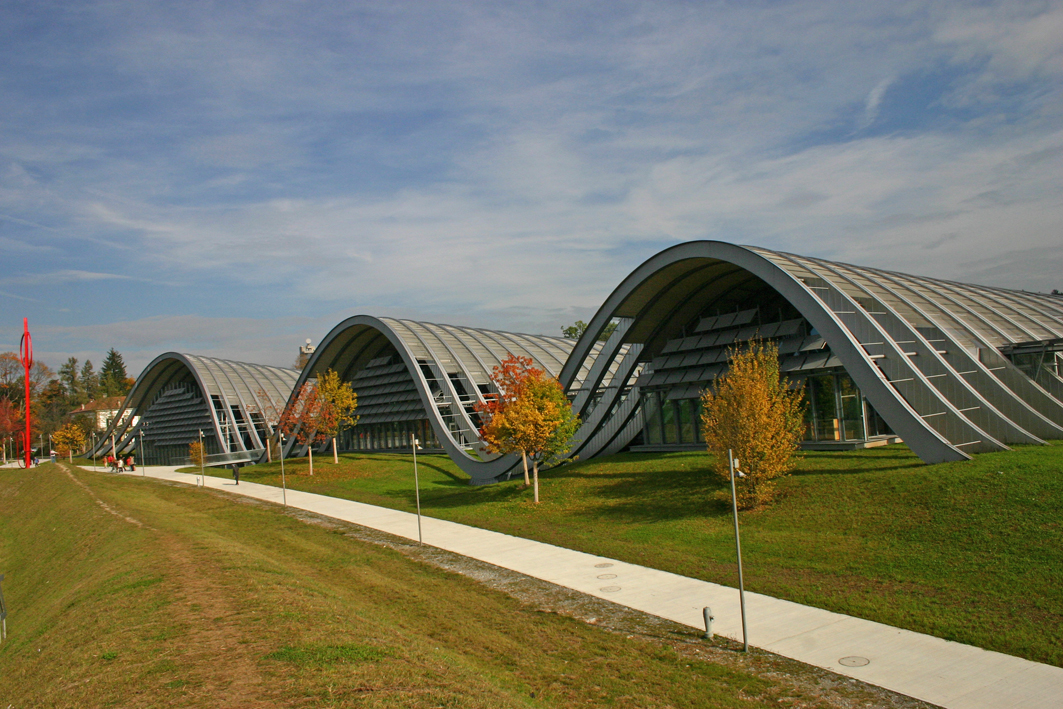
Centre Paul-Klee à Berne.

Avec plus de 900 musées dont 42 % de musées régionaux (en 1998), la Suisse est un pays possédant une forte densité de musées en relation à sa population (environ 7 100 000 habitants en 1998). Le nombre de musées était trois fois moins important en 1950.

##### Arts plastiques et visuels
Les principaux musées de Beaux-Arts sont le Kunstmuseum de Bâle avec notamment la peinture rhénane entre 1400 et 1600, avec des œuvres de Konrad Witz, de Lucas Cranach l'Ancien et la plus grande collection de la famille Holbein, le Kunstmuseum de Berne où on peut voir notamment des œuvres de Paul Klee, Pablo Picasso, Ferdinand Hodler et Meret Oppenheim et le Kunsthaus de Zurich qui possède des œuvres de peintres suisses comme Johann Heinrich Füssli, Rudolf Koller, Arnold Böcklin, Giovanni Segantini, Ferdinand Hodler, Félix Vallotton ainsi que des représentants du Mouvement concret de Zurich. On y trouve également des peintres modernes comme Paul Klee ou des représentants du mouvement Dada ainsi que la plus grande collection dans un musée d'Alberto Giacometti.
Pour l'art contemporain, le musée d'Art moderne et contemporain (MAMCO) (1994), possède une collection de 3 000 œuvres dont plus de 1 300 lui appartiennent.
Des collections privées. Par exemple, le Centre Paul-Klee (2005) à Berne, regroupe de nombreuses œuvres de Paul Klee, des textes biographiques, des objets personnels et des archives photographiques. Le Musée Tinguely (1996) à Bâle, consacré à l'artiste Jean Tinguely. La Fondation Beyeler à Riehen créé par Hildy et Ernst Beyeler en 1982. La collection est composée d'œuvres impressionnistes, post-impressionnistes et cubistes du début du XXe siècle, ainsi que des œuvres de l'art américain des années 1950. La Fondation Beyeler réalise régulièrement de grandes expositions temporaires, c'est la deuxième plus grande fréquentation avec 350 000 visiteurs par an en 2007. La Fondation Gianadda (1978) à Martigny. Construit au-dessus d'un temple romain, il comporte plusieurs expositions permanentes dont un musée gallo-romain. En outre, la fondation organise trois ou quatre expositions temporaires par année comme Offrandes aux Dieux d’Égypte en 2008 ou Pablo Picasso : Picasso et le cirque en 2007.

##### Musées nationaux suisses

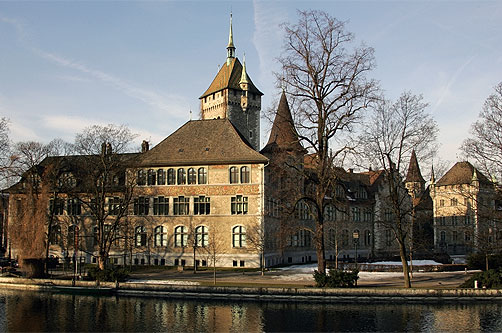
Le Musée national suisse à Zurich.

Les Musées nationaux suisses dépendent de l'Office fédéral de la culture. Ils regroupent huit musées répartis dans différentes régions de la Suisse. Trois musées sont historiques (le musée national suisse de Zurich, le forum suisse d'histoire de Schwytz et le château de Prangins) les autres musées sont spécialisés sur un thème. Avec près d’un million d’objets d’intérêt national, ils présentent notamment la culture et l'histoire de la Suisse, de la préhistoire au XXIe siècle à Zurich. Les autres musées sont une collection d'automates de musique à Seewen, de la porcelaine à Zurich et le Musée suisse des douanes à Cantine di Gandria.

##### Histoire
Le musée des chartes fédérales (1936), à Schwytz, est le « lieu de mémoire » de la Confédération. Il conserve les pactes fédéraux de 1291 à 1513 et les chartes de franchises dont certaines remontent à 1230,.
Le musée international de la Réforme (2005), à Genève, présente la Réforme protestante. L'essentiel des collections est constitué de manuscrits, de gravures, de portraits et de caricatures, de bibles et de livres anciens. Le joyau du musée est la première Bible imprimée en français en 1535.
Le Laténium (2001), à Hauterive, est un musée archéologique sur les rives du lac de Neuchâtel. Il présente des vestiges de l'époque celte provenant notamment du site de la Tène (voisin du Laténium) et des peuples lacustres. Il doit son nom au site de La Tène, qui a donné son nom à la civilisation celtique du second Âge du fer. Autres musées archéologiques : Augusta Raurica, musée romain d'Avenches, Musée romain de Nyon, Amphithéâtre de Vindonissa.

##### Autres thèmes
La Suisse dispose également des musées à thématique unique :
Le musée suisse des transports (1959) de Lucerne est le musée le plus visité du pays avec 875 000 visiteurs en 2007. Il comprend une collection de plus de 3000 objets sur quelque 20 000 m2 de surface d’exposition. Il comporte aussi un cinéma circulaire IMAX et un Planetarium.
Le musée olympique (1993), à Lausanne, est consacré à l'histoire des Jeux olympiques.
Le musée international de la Croix-Rouge et du Croissant-Rouge (1988), à Genève, présente les multiples activités du mouvement international de la Croix-Rouge et du Croissant-Rouge dans le domaine de l'aide humanitaire.
La Fondation Martin Bodmer, à Cologny, est l'une des plus importantes bibliothèques privées au monde. Elle abrite des centaines de manuscrits occidentaux et orientaux, 270 incunables (imprimés antérieurs à 1500), parmi lesquels le seul exemplaire de la Bible de Gutenberg conservé en Suisse.
Le Musée suisse de l'habitat rural du Ballenberg (1978), à Brienzwiler, est un site sur lequel des maisons et des fermes, de différentes époques (du XVIe siècle au XIXe siècle) et de différentes régions du pays, ont été déplacées et reconstruites à l'identique.

##### Foires
Art Basel est l'une des plus importantes foires d'art contemporain du monde avec près de 300 galeries représentées.

#### Expositions nationales suisses
Les expositions nationales suisses sont des expositions ayant lieu tous les vingt-cinq ans environ. Leur but de rassembler et de répondre aux attentes socio-politiques des visiteurs autour de thèmes choisis. Elles sont ainsi le « miroir » de la société suisse à un moment donné.
Officiellement, la première exposition nationale est celle de Zurich en 1883. Les suivantes eurent lieu en 1896 à Genève, en 1914 à Berne, en 1939 à Zurich, en 1964 à Lausanne et en 2002 à Bienne, Neuchâtel, Yverdon-les-Bains et Morat.

#### Salles de spectacles

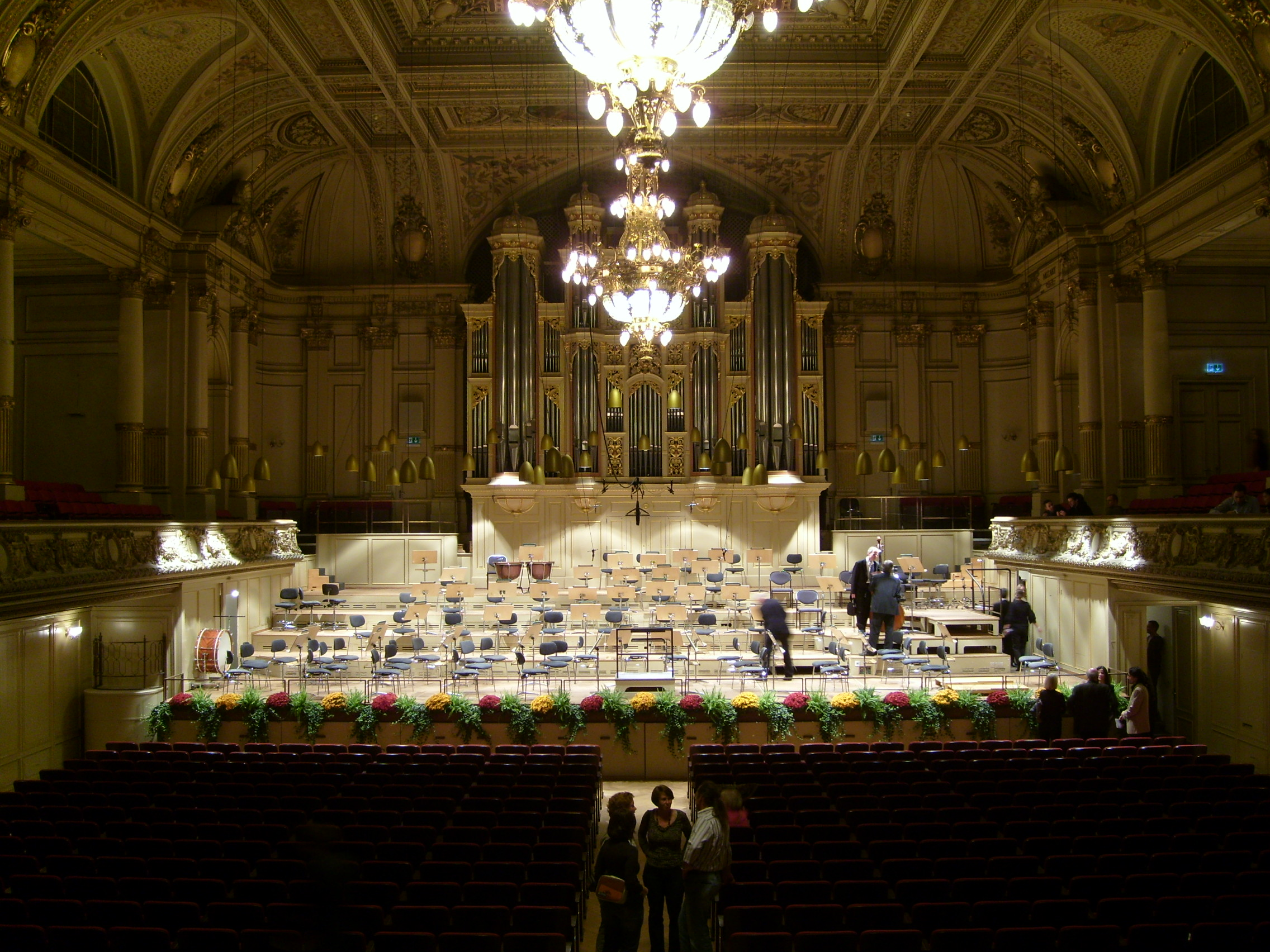
La Tonhalle de Zurich

Parmi les salles d'importance, on peut citer le Schauspielhaus de Zurich pour le théâtre ; le Grand Théâtre à Genève et l'Opéra de Zurich pour l'opéra ; le Victoria Hall de Genève ou la Tonhalle de Zurich pour la musique classique.
Des salles sont polyvalentes et se destinent à des événements d'ampleur régionale, voire nationale, tels que l'Arena de Genève, l'Auditorium Stravinski de Montreux ou le Palais de la culture et des congrès de Lucerne.
Des lieux, dont la fonction première n'est pas le spectacle scénique, reçoivent les événements rassemblant de nombreux spectateurs, tels que l'aérodrome de Dübendorf qui a reçu les spectacles de Madonna (2008) et des Rolling Stones (2006) ou des stades comme l'Hallenstadion de Zurich.

#### Festivals

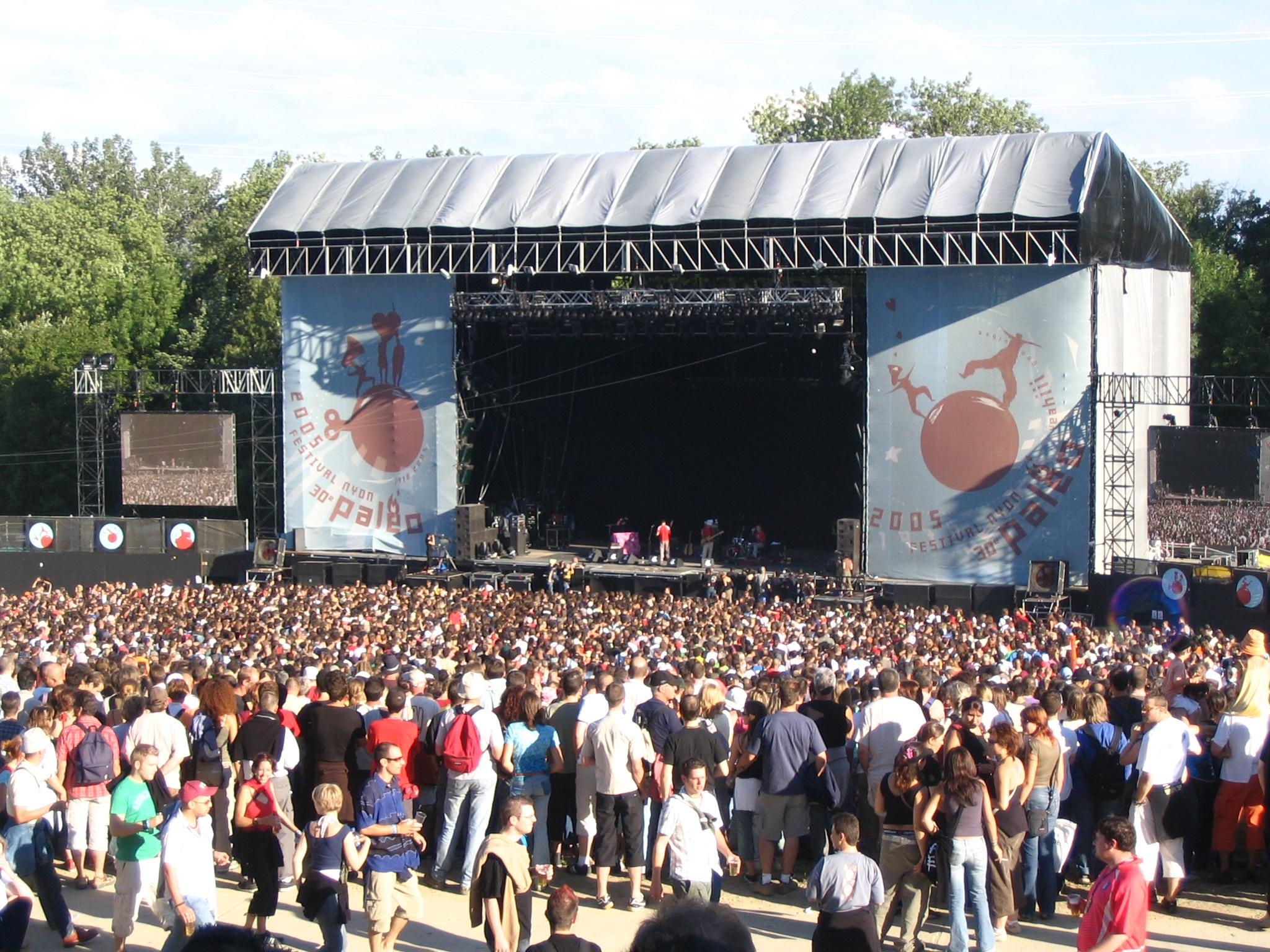
Le Paléo Festival Nyon

Des festivals renommés en Suisse sont consacrés à la musique (classique, jazz, pop-rock en salle ou en plein air), au cinéma ou à la bande dessinée.
Le Festival de musique de Lucerne existe depuis 1938. Il a lieu au Palais de la culture et des congrès de Lucerne. À ses débuts, il avait lieu au Kursaal Luzern puis, depuis 1998, au nouveau Palais de la culture et des congrès. Son offre de musique pour piano classique ou jazz est très grande,. Le Festival international de musique de Sion est sous la direction artistique de Shlomo Mintz. Jusqu'en 2001, c'était le Festival international de musique Tibor Varga. Le Menuhin Festival Gstaad à Gstaad, fondé en 1956 par Yehudi Menuhin est l’un des plus anciens festivals de musique classique de Suisse,.
Les festivals de musique en plein air ont lieu durant la période estivale : parmi les plus anciens de la musique pop-rock il y a le Paléo Festival Nyon (1976) à Nyon, le Gurtenfestival (1977) près de Berne, l'OpenAir St. Gallen (1977) à Saint-Gall et le festival de la Bâtie (1977) à Genève.
Le Paléo Festival Nyon est un des plus grands festivals de musique en plein air d'Europe avec des artistes du monde entier.
Parmi les festivals plus récents, on peut mentionner l'Openair Frauenfeld (1985) à Frauenfeld qui présente du hip-hop, l'Open Air Gampel (1986) en Valais, le Rock Oz'Arènes (1992) un festival ayant lieu dans le cadre de l'amphithéâtre romain d'Avenches.
Montreux développe le tourisme dès le XIXe siècle. Dans la seconde moitié du XXe siècle plusieurs festivals renommés s'y développent : le Festival de la Rose d'Or (1961) récompensant les programmes télévisés du monde entier, le Septembre musical (1946) et le Festival de jazz (1967) puis, plus tard, le Festival du rire de Montreux (1990). Le Festival de Jazz de Montreux durait trois jours en 1967. Il se développe ensuite en ouvrant l'offre initiale de jazz à d’autres styles de musique comme le rock et le blues, sa durée augmente au fil des ans comme la fréquentation (220 000 spectateurs pour les années 2000).
En 2004, le Festival de la Rose d'Or quitte Montreux pour s'installer à Lucerne au nouveau Palais de la culture et des congrès de Lucerne.
Le Festival international du film de Locarno à Locarno (1946) est un festival de film d'auteurs indépendants. Il dispose d'une réputation internationale. La Piazza Grande est le lieu emblématique du festival, les films y sont projetés sur un très grand écran pour 8 000 spectateurs assis.
Le Festival international du film fantastique de Neuchâtel (ou NIFFF), à Neuchâtel est un festival de cinéma consacré au cinéma de l'imaginaire, au cinéma asiatique et aux images du futur. Créé en 2000, il se tient chaque année la première semaine de juillet. De 600 spectateurs pour sa première édition, il a accueilli 31000 spectateurs payants en 2013.
Le festival de bande dessinée BDSierre (1984 – 2004) a attiré jusqu'à 40 000 personnes, il était réputé au-delà de la Suisse. Il a disparu pour des raisons financières. Il renaît ensuite : BD'Pavés (2005 et 2006) puis Sismics Festival (dès 2007).

#### Culture alternative

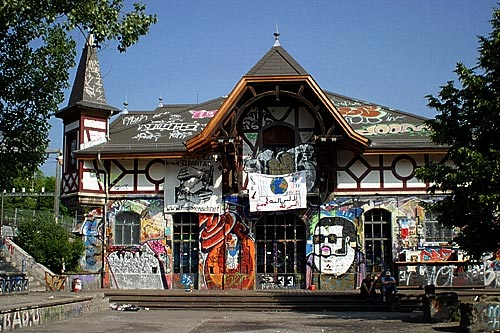
La Reithalle Berne.

Les années 1980 sont marquées par les revendications de la jeunesse pour des centres culturels autonomes. Les manifestations de cette époque contre les valeurs établies ont changé les mentalités. La culture alternative est désormais reconnue plus ou moins officiellement et les centres autonomes sont, au XXIe siècle, des lieux incontournables de la création artistique.
À Zurich, en automne 1979, des groupes revendiquent des lieux pour la scène musicale jeune et non commerciale. Début 1980, l'association Aktionsgruppe Rote Fabrik (ARF) (Groupe d'Action Rote Fabrik) est créée. La manifestation Opernhauskrawalle les 30 et 31 mai 1980, dégénère en émeute. Cet événement marque le début d'une révolte qui va se propager dans d'autres villes suisses comme à Lausanne avec le mouvement de « Lôzane bouge » en 1980 – 1981, à Berne en 1982 et 1987 et à Bâle en 1988,,.
Quelques centres culturels pour la jeunesse ou centres de culture alternative : la Rote Fabrik de Zurich (depuis 1980), la Caserne de Bâle (depuis 1980), la Reithalle Berne (partiellement en 1981 – 1982 puis durablement dès 1987),, Artamis à Genève (1996 - 2008).

### Médias
Les journaux suisses romands comme Le Temps et Le Courrier ou suisses alémaniques comme la Neue Zürcher Zeitung occupent une place particulière dans le paysage médiatique helvétique. Il existe aussi beaucoup de journaux régionaux (voir la Catégorie:Presse écrite en Suisse).

### Éducation et recherche
- École polytechnique fédérale de Lausanne
- École polytechnique fédérale de Zurich
- Universités en Suisse
- Haute école spécialisée
- École hôtelière de Lausanne

### Registre international Mémoire du monde
Le programme Mémoire du monde (UNESCO, 1992) a inscrit dans son registre international Mémoire du monde (au 10/01/2016) :
- 2011 : Collections Jean-Jacques Rousseau de Genève et de Neuchâtel[119].
- 2012 : L'héritage du Montreux Jazz Festival, archives audiovisuelles (1967-2012)[120].
- 2014 : Bibliotheca Bodmeriana (1916-1971)[121].

## Formes d'arts

### Architecture

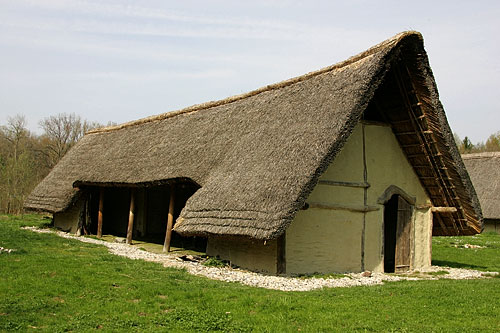
Village lacustre néolithique de Gletterens.

#### Protohistoire
Durant le Néolithique, des cités lacustres sont construites proches des lacs et des cours d'eau tout au long du plateau suisse. Des villages se trouvent également dans les régions montagneuses des Grisons et Valais. On trouve la civilisation de Cortaillod à l'ouest, la civilisation d'Egolzwil en Suisse centrale et, à l'est, la civilisation de Pfyn. Les villages du néolithique étaient formés de maisons rectangulaires en colombage et les murs formés d'entrelacements revêtus de torchis. On a relevé la présence de pieux et de planchers en bois ainsi que de palissades entourant les villages.
À l'Âge du bronze, entre 1800 et 750 av. J.-C., on trouve des constructions faites avec des troncs équarris de conifères (madriers) et les villages protégés par des fossés et remblais (dans le Fricktal par exemple).
La civilisation de La Tène se développe pendant la période comprise entre 480 et 30 av. J.-C. à l'extrémité orientale du lac de Neuchâtel. De nombreuses tribus celtes, comme les Helvètes, se fixent sur le plateau suisse. Les oppida (Oppidum) sont les premiers centres de type urbain. Ils présentent une organisation en quartiers et sont fortifiés par un puissant rempart de terre armée de bois et de parements de pierre sèche.

#### Période romaine
La période romaine, du Ier siècle av. J.-C. au IVe siècle, les premières colonies militaires de Colonia Julia Equestris, basée à Nyon et de Colonia Augusta Raurica vont progressivement commencer la romanisation du territoire. Les Romains fondent ensuite Vindonissa et surtout Aventicum, centre politique, religieux et économique au début du IIe siècle. Aventicum était alors constituée sur un plan en échiquier avec des quartiers (insulae), de 75 x 110 m environ. Dans la ville se trouvent un forum, une place publique et des thermes. Les premières maisons, datées de l'époque de Tibère, mêlent armatures de bois et pans de terre,.

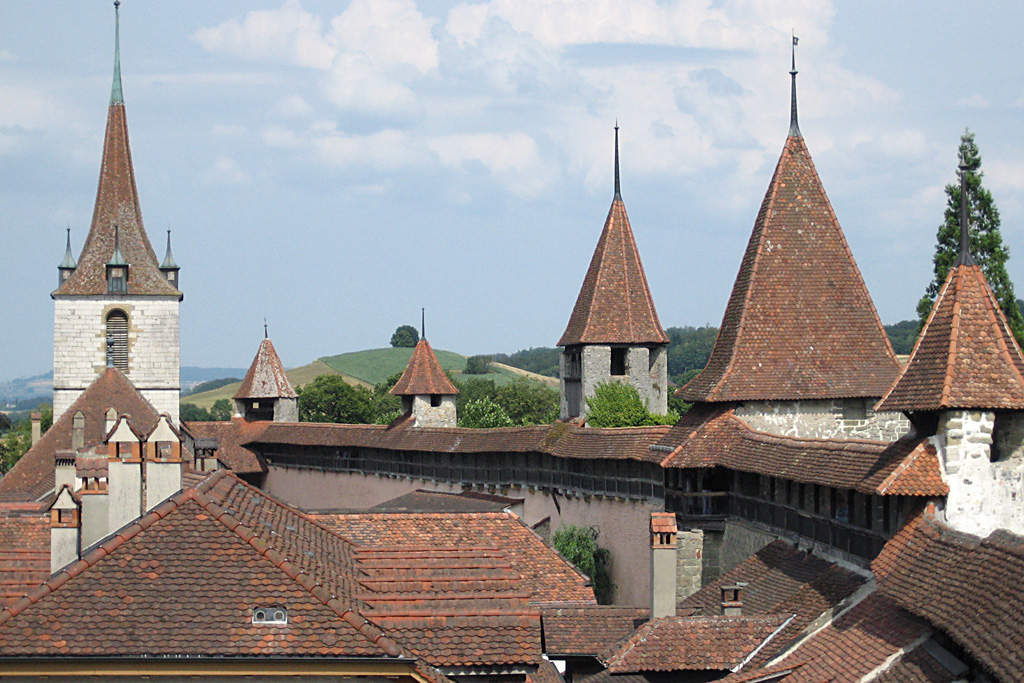
Le mur d'enceinte de Morat.

#### Moyen Âge
Puis, à partir de 260, les Alamans (païens) et Burgondes (déjà chrétiens) se partagent le territoire sauf le Tessin et la Rhétie qui restent sous influence romaine. Entre le VIe siècle et le VIIe siècle, le territoire suisse passe en main des Francs qui développent le christianisme. À partir de 1033 et le rattachement du royaume de Bourgogne, la totalité du territoire suisse fait partie du Saint-Empire romain germanique. Les Burgondes construisent les palais et les églises en pierre alors que les maisons d'habitation sont en bois. Les Alamans, quant à eux, s'installent dans des maisons en bois dans des villages ou fermes isolées en évitant les villes romaines et chrétiennes. Avec les Carolingiens, au VIIIe siècle, apparaissent les premiers châteaux et palais.
Au Moyen Âge, des agglomérations sont élevées au rang de ville, telles que Zurich, Saint-Gall, Payerne et Schaffhouse qui s'organisent autour des palais royaux et des cloîtres. les agglomérations de Coire (station de douane au Xe siècle), Constance, Stein, Schaffhouse et Bâle ont reçu les privilèges accordés aux villes au XIe siècle bénéficient du commerce transalpin suivant le Rhin et le San Bernardino. Au XIIe siècle, de nouvelles petites agglomérations urbaines comme Fribourg (1157), Morat (1170) et Berne (1191), sont fondées par des familles dynastiques comme les Zähringen, les Habsbourg, les Savoie et les comtes de Frohburg. Elles sont entourées de défenses. En Suisse alémanique les murs sont en moellons, au nord-est de la Suisse avec les étages en colombages et des oriels, en Suisse romande on utilise de préférence la pierre de taille. À partir du XVe siècle il y a peu de villes nouvelles. La plus importante est Bâle avec 15 000 habitants. À la campagne, la maison paysanne est diverse selon les espaces naturels (Alpes, plateau et Jura), soit en bois ou en pierre.

#### Renaissance
La Renaissance italienne touche en premier la Suisse méridionale, à partir de 1480, où Lugano, Mendrisio et Locarno entre autres dépendent à la fois du duché de Milan en Lombardie et de certains cantons de l'ancienne Confédération sous forme de bailliages communs.
De nombreux architectes originaires de la Suisse méridionale ont pratiqué la Renaissance en Italie et ailleurs en Europe : la famille Solari originaire de Campione, Pietro Antonio Solari de Carona et Pietro Lombardi par exemple. Durant la même période, au nord des Alpes, subsiste le gothique qui se transforme petit à petit en gothique tardif. Les motifs architecturaux de renaissance ont d'abord été utilisés par des peintres tels que Hans Holbein le Jeune.

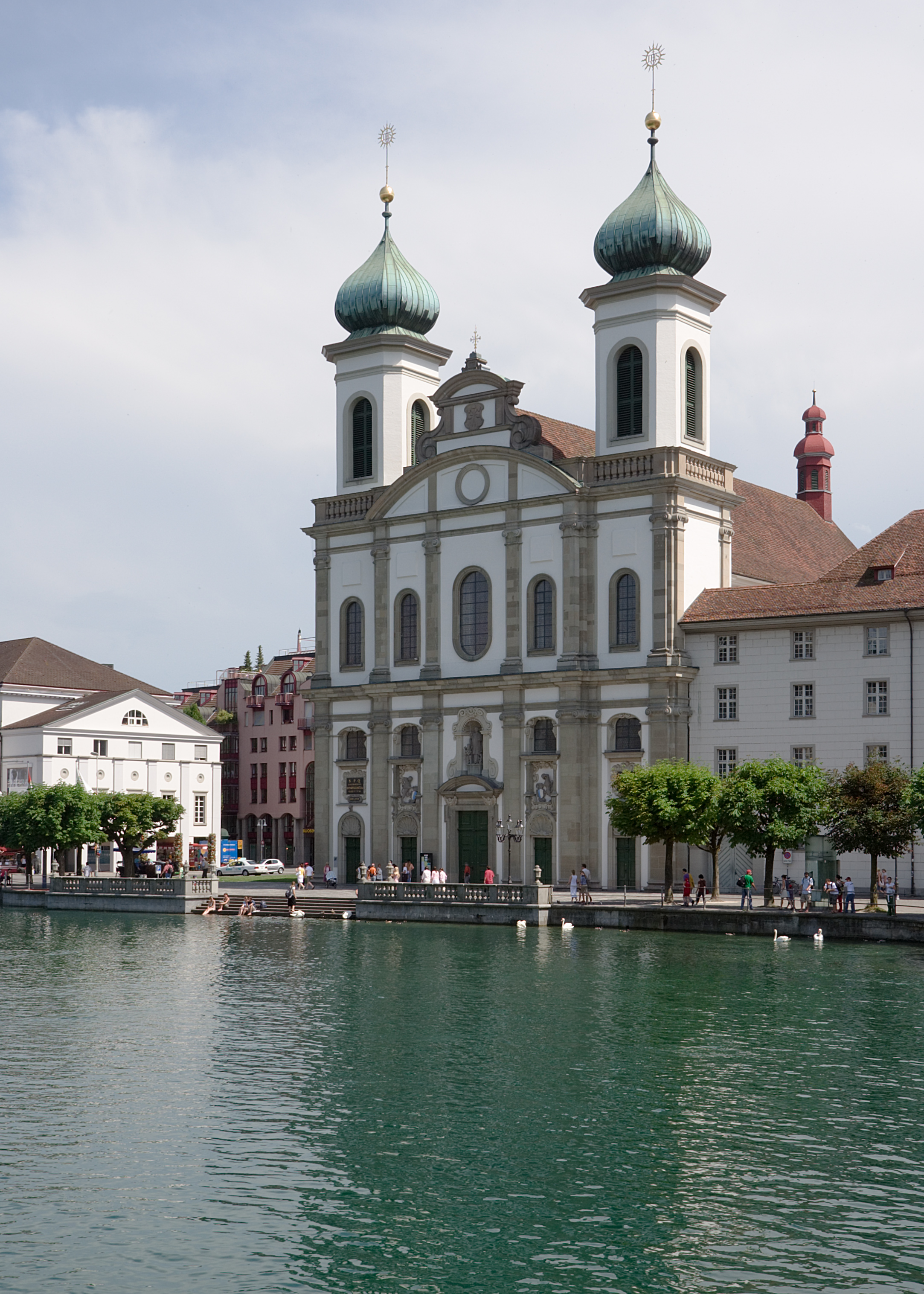
Église des Jésuites à Lucerne.

#### Baroque
Comme pour la Renaissance, les architectes tessinois et des vallées italophones des Grisons ont propagé le baroque en Europe : Domenico Fontana, Carlo Maderno, Francesco Borromini et Baldassare Longhena en Italie ; Angelini, Viscardi et des architectes de Roveredo (Albertalli, Barbieri, Bonalini, Gabrieli, Riva, Serro et Zuccalli) travaillent dans le Sud de l'Allemagne. Quant à Domenico Trezzini il est chargé de l'urbanisme de Saint-Pétersbourg en Russie.
En Suisse alémanique, le baroque apparaît à partir de 1650, influencé par le sud de l'Allemagne, puis par la France dès 1700. Les jésuites et capucins ont joué un rôle déterminant dans la diffusion des principes architecturaux baroques avec la construction d'églises dont les clochers à bulbe est une de leurs caractéristiques. La plupart de ces édifices sont construits par des architectes du Vorarlberg, dont Caspar Moosbrugger. De nouvelles places sont aménagées comme la place de la collégiale d'Arlesheim (1680) et la vaste place devant le couvent d'Einsiedeln (1745) avec son escalier central, ses arcades et sa fontaine. Les maisons particulières sont richement décorées, avec des encorbellements à un ou plusieurs étages. L'ouest du pays est plus influencé par l'architecture baroque française avec toits à la Mansart.

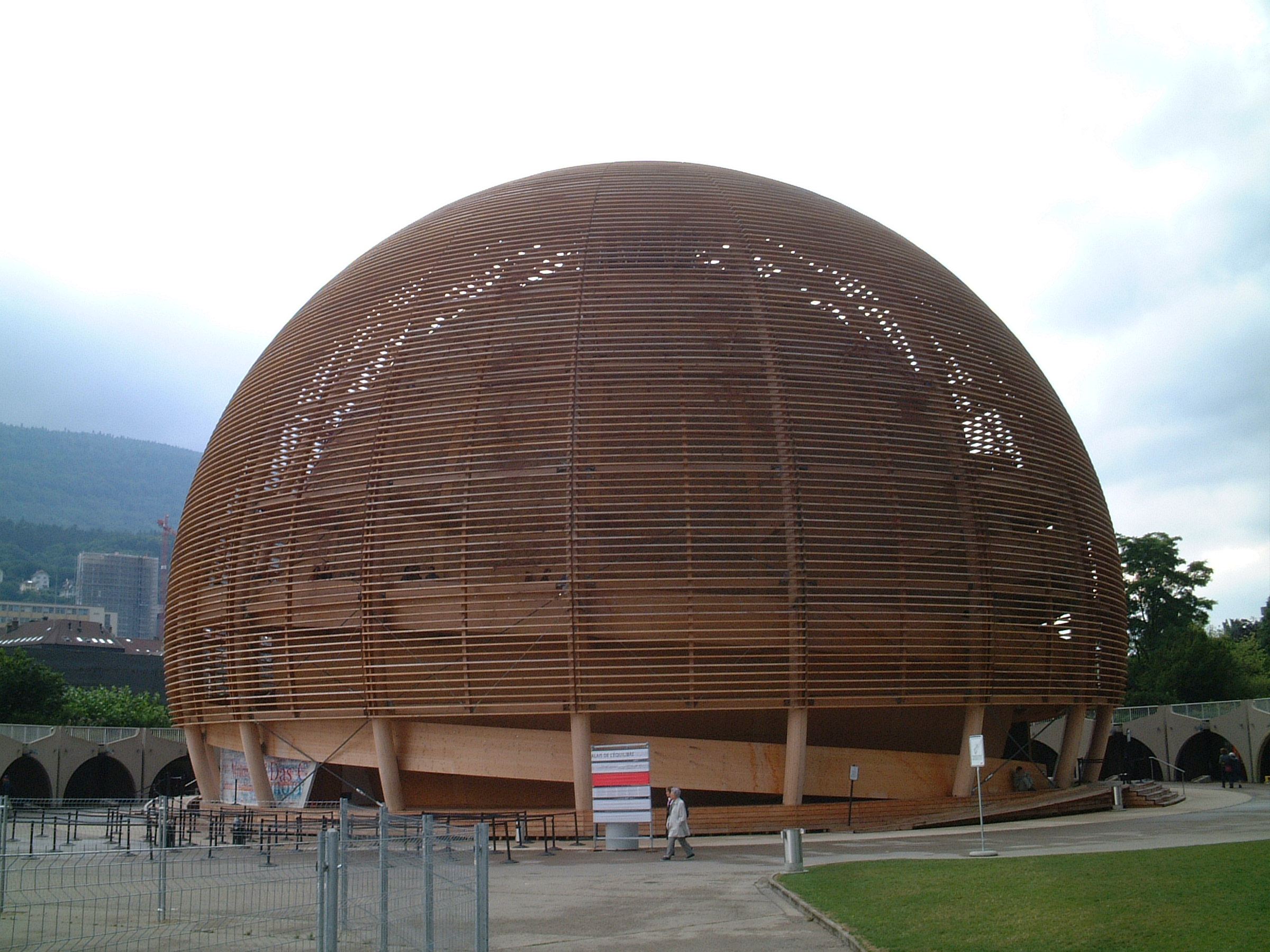
Construction pour l'Expo'02.

Période XIXe siècle, XXe siècle et période contemporaine
Au XIXe siècle, les ingénieurs sont une nouvelle élite. Le Polytechnicum de Zurich est inauguré en 1855. Son directeur Gottfried Semper y enseigne l'architecture et marquera le secteur du bâtiment public par son style néoclassique qui contribua à la création du style national.
L'Art nouveau (Jugendstil en allemand) est présent en Suisse avec le style sapin de La Chaux-de-Fond sous l’impulsion de Charles L'Eplattenier. Il est propre à la région des montagnes neuchâteloises, inspiré de la faune et de la flore jurassiennes.
Le Corbusier, architecte originaire de La Chaux-de-Fonds est l'un des principaux représentants du mouvement moderne. Organisé par Le Corbusier, Hélène de Mandrot, et Sigfried Giedion le tout premier congrès international d'architecture moderne (CIAM), s'est constitué en Suisse au château de La Sarraz en juin 1928.
Au début du XXIe siècle de nombreux architectes suisses ont une réputation internationale : Mario Botta, Diener & Diener, Herzog & de Meuron, Peter Zumthor entre autres. Certains, comme Bernard Tschumi, font leur carrière à l'étranger.
- Architecture en Suisse (rubriques)
- Urbanisme en Suisse (rubriques)

### Arts plastiques et visuels
- Arts plastiques et visuels en Suisse

### Arts graphiques
- Catégorie:Tableau d'un peintre suisse

### Musique
Les musiciens Ernest Ansermet, Arthur Honegger et Émile Jaques-Dalcroze ont une renommée qui dépasse largement les frontières suisses.
Dans un genre plus moderne, plusieurs musiciens (tels que Stéphane Eicher) ou groupes de rock (tels que Le Beau Lac de Bâle à Genève) ont une notoriété locale, nationale ou même internationale.

### Littérature
La Suisse a donné naissance à plusieurs écrivains connu : en Suisse alémanique, Max Frisch, Robert Walser et Friedrich Dürrenmatt font partie des écrivains contemporains les plus célèbres, qu'on étudie à l'école ; en Suisse romande, Charles-Ferdinand Ramuz, Blaise Cendrars et Jacques Chessex n'ont rien à leur envier ; au Tessin, Giovanni Orelli et Alberto Nessi sont deux figures marquantes.

#### Littérature contemporaine
- Anne Perrier (1922-), Paul Nizon (1929-), Fabio Pusterla (1957-), Claude Delarue (1944-), Yves Laplace (1958-), Yves Velan (1925-), Michel Layaz (1963-), Claude Darbellay (1953-), Jean-Luc Benoziglio (1941-),

### Cinéma
Longtemps à la tête de la Cinémathèque suisse, Freddy Buache retrace l'histoire contemporaine du cinéma suisse, marquée par de grands réalisateurs comme Jean-Luc Godard et Alain Tanner.

### Autres
- Vidéo, Jeux vidéo, Art numérique, Art interactif
- Culture alternative, Culture underground
- Jeux vidéo développés en Suisse

## Sport
La Suisse a toujours été très impliquée dans les sports. Elle est l'un des seuls pays à toujours participer aux jeux olympiques d'été et d'hiver. De nombreux champions de sport sont suisses, tels que Roger Federer, Martina Hingis, Simon Ammann, Stéphane Lambiel, Denise Biellmann, Bernhard Russi, Lise-Marie Morerod, Sarah Meier, Maya Pedersen-Bieri, Vreni Schneider ou Pirmin Zurbriggen. La Suisse possède même une écurie engagée dans des courses d'endurance comme les célèbres 24 Heures du Mans : le Swiss Spirit.